# Porto di Ancona
Il porto di Ancona (sigla internazionale IT AOI) è situato nella parte più interna del golfo di Ancona ed è perciò nel suo nucleo più antico un porto naturale; è il primo porto italiano per traffico internazionale di passeggeri e veicoli su navi di linea e il primo porto europeo per traffico di traghetti diretti in Grecia. La protezione dal moto ondoso è data dal promontorio su cui sorge la città e da moli frangiflutto che hanno ampliato il bacino, costruiti a partire dall'epoca romana.
Per le merci, è tra i primi porti dell'Adriatico; un quarto delle attività di importazione ed esportazione tra la Grecia e l'Europa transita per il porto di Ancona; sia per questo motivo, sia per il consistente flusso di viaggiatori diretti nei paesi del Mediterraneo orientale, quello di Ancona è uno dei dodici porti internazionali italiani e uno degli ottantatré scali strategici dell'Unione europea. È un terminale di due corridoi delle reti transeuropee dei trasporti: il corridoio Scandinavo-Mediterraneo e il corridoio Baltico-Adriatico. Inoltre, il porto di Ancona è un terminale della rotta Italia-Grecia delle autostrade del mare.
Per ciò che riguarda la pesca, i mercati ittici di Ancona sono per fatturato al secondo posto nell'Adriatico e al sesto posto in ambito nazionale; la flotta peschereccia dorica è al secondo posto in Adriatico e al terzo in Italia sia per tonnellate di stazza lorda, sia per volume di pescato. Inoltre, in questo scalo è situato uno dei quattro centri del CNR di ricerca sulla pesca: l'Istituto per le risorse biologiche e le biotecnologie marine.
Il porto di Ancona è un importante centro della cantieristica navale italiana, essendo sede di uno stabilimento della Fincantieri e di quattro cantieri specializzati.
Lavorano al porto 6.528 addetti, di cui 3.686 nel settore cantieristico; l'alto numero di lavoratori portuali fa sì che lo scalo dorico sia considerato la più grande industria delle Marche.
Nel 387 a.C. i greci di Siracusa fondarono la città di Ancona proprio per la presenza del porto naturale e le diedero il nome di Ankón, ossia "gomito", in riferimento al promontorio roccioso triangolare, simile ad un braccio piegato, che protegge lo scalo dalle onde. Nel corso dei secoli, il porto è stato poi più volte ampliato con opere di protezione ed è attualmente sede dell'Autorità di sistema portuale dell'Adriatico centrale.

## Storia

### Età antica

#### Il porto greco

Rovescio della moneta greca di Ancona, con rappresentazione simbolica del porto: il braccio piegato indica il promontorio di Ancona e le due stelle soprastanti alludono alla sua funzione protettrice nei confronti delle onde, rappresentando i Dioscuri, patroni dei naviganti.

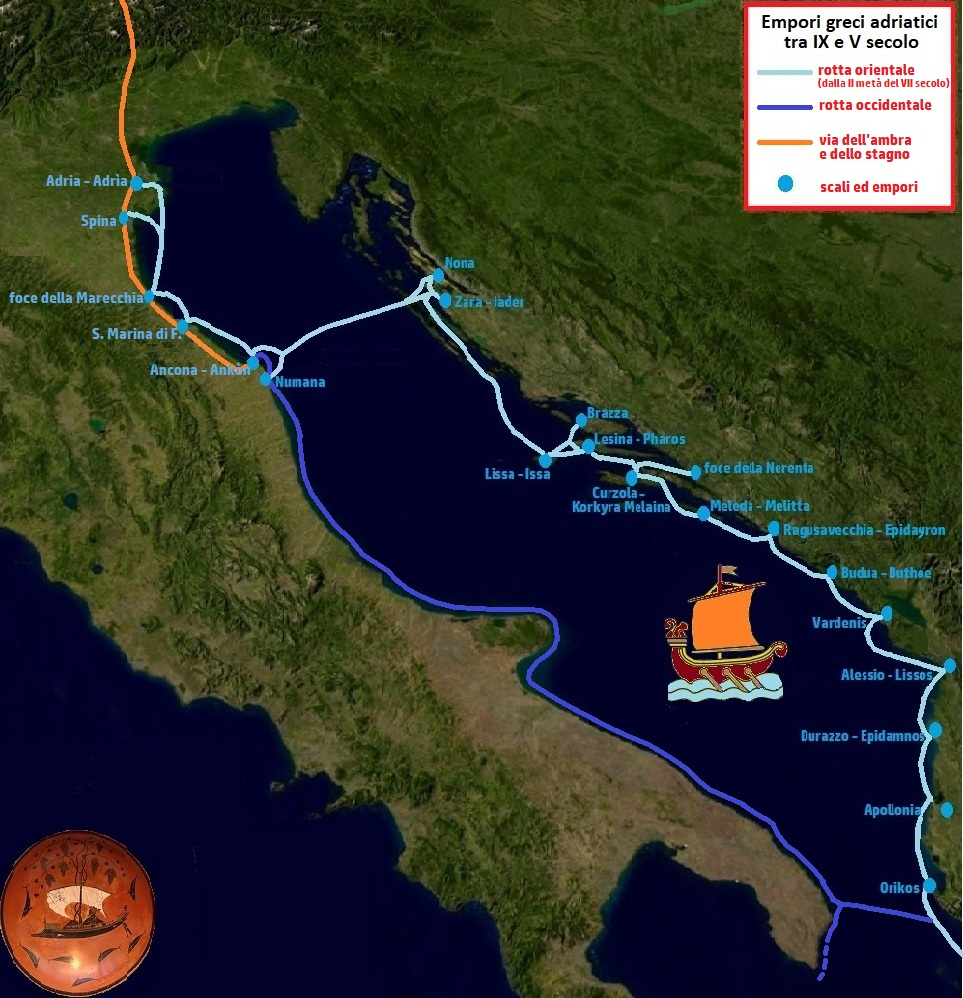
Empori utilizzati dai Greci durante la navigazione verso l'alto Adriatico. Si noti la posizione del porto di Ancona, alla congiunzione di due rotte

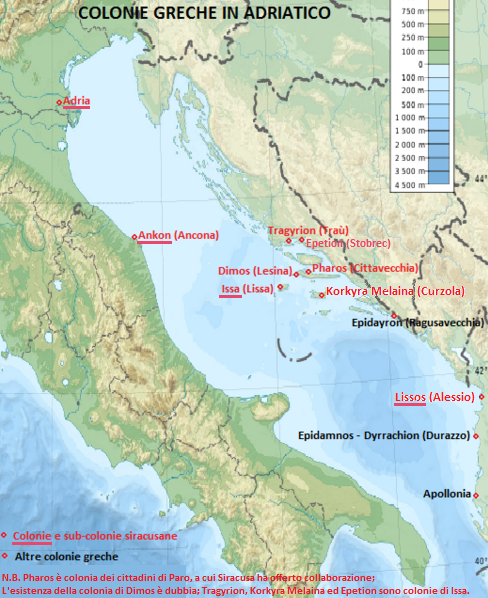
Le colonie greche in Adriatico, con quelle siracusane evidenziate in rosso.

Sin dal XIII secolo a.C. sono testimoniati scambi commerciali tra il porto naturale di Ancona e la Grecia, l'Istria e la Dalmazia; questi contatti erano mediati da navigatori micenei.
Dal X al IV secolo a.C. il porto fu un emporio greco-piceno, costituito da magazzini, strutture portuali e da una serie di edifici abitati da greci che conservavano le proprie tradizioni e, pur non avendo la sovranità del territorio, vivevano in piena autonomia e in accordo con gli abitanti autoctoni; questi, dal canto loro, facevano da tramite tra i greci e i mercati dell'entroterra, dove infatti si ritrovano manufatti di produzione ellenica.
L'esistenza dell'emporio si spiega ricordando che la navigazione dei popoli antichi era quasi esclusivamente di cabotaggio: si affrontava il mare aperto solo quando non era possibile fare altrimenti, scegliendo in questo caso le rotte più brevi e con punti di riferimento sicuri, come dei promontori. Nel caso dell'Adriatico, uno degli attraversamenti più facili era proprio in corrispondenza del promontorio del Cònero e quindi del porto di Ancona, e ciò per due motivi: anzitutto la rotta risultava più breve, dato che il Cònero si protende verso la costa dalmata; inoltre, perché tale monte svolgeva efficacemente la funzione di traguardo visivo per i navigatori provenienti da est. A questa rotta corrispondeva, dunque, una lunghezza minima del tratto di mare privo della visibilità della costa.
L'importanza dell'emporio anconitano era dovuta anche al fatto che esso era uno dei terminali della via dell'ambra, che partiva dal mar Baltico, e di quella dello stagno, che iniziava dalla Cornovaglia e dalla Germania. Attraverso gli empori di Ankón e di Numana i Greci si rifornivano anche di grano, ed esportavano olio, vino e, dal VII secolo a.C., manufatti del loro artigianato artistico, come mostrano i ritrovamenti nell'area picena, specie gli oggetti in bronzo e le ceramiche.
I Dori siracusani, che nel 387 a.C. fondarono la città di Ankón, si fermarono in questo luogo per le possibilità che il porto naturale offriva. Chiamarono la nuova colonia con il nome di Ankón, che in lingua greca significa "gomito". La costa infatti qui forma un gomito roccioso che offre un riparo naturale dalle onde. Nella stessa moneta greca di Ancona compare l'immagine del braccio piegato, che richiama il nome della città, sovrastato dalle due stelle dei Dioscuri, protettori dei naviganti, per ricordare la funzione protettiva del promontorio a forma di gomito nei confronti dei flutti marini.
Il porto greco della città corrisponde all'area compresa tra l'attuale molo traianeo (prima parte del Molo Nord) e l'attuale Lazzaretto, come concordano gli studiosi moderni, anche se la tradizione storiografica localizzava il porto greco più a nord, nell'area attualmente occupata dai Cantieri navali. La protezione offerta dal promontorio su cui sorge tuttora la città era potenziata da uno sperone roccioso che dalla base della collina si dirigeva verso nord-ovest.
Dopo la fondazione di Ankón, attraverso il porto continuavano ad essere esportati prodotti dell'agricoltura locale, tra cui Strabone cita il vino, descritto di particolare bontà, e il grano, che parimenti viene definito "buono", oltre che "abbondante"; ciò era particolarmente apprezzato dai Greci della madrepatria, che importavano questo cereale in grandi quantità, data l'insufficiente produzione locale. Tra le merci esportate, le fonti antiche parlano della porpora prodotta degli stabilimenti locali; secondo Silio Italico essa poteva competere con quelle famose di Sidone e della Libia. Tra i prodotti importati, è testimoniata soprattutto la ceramica greca.

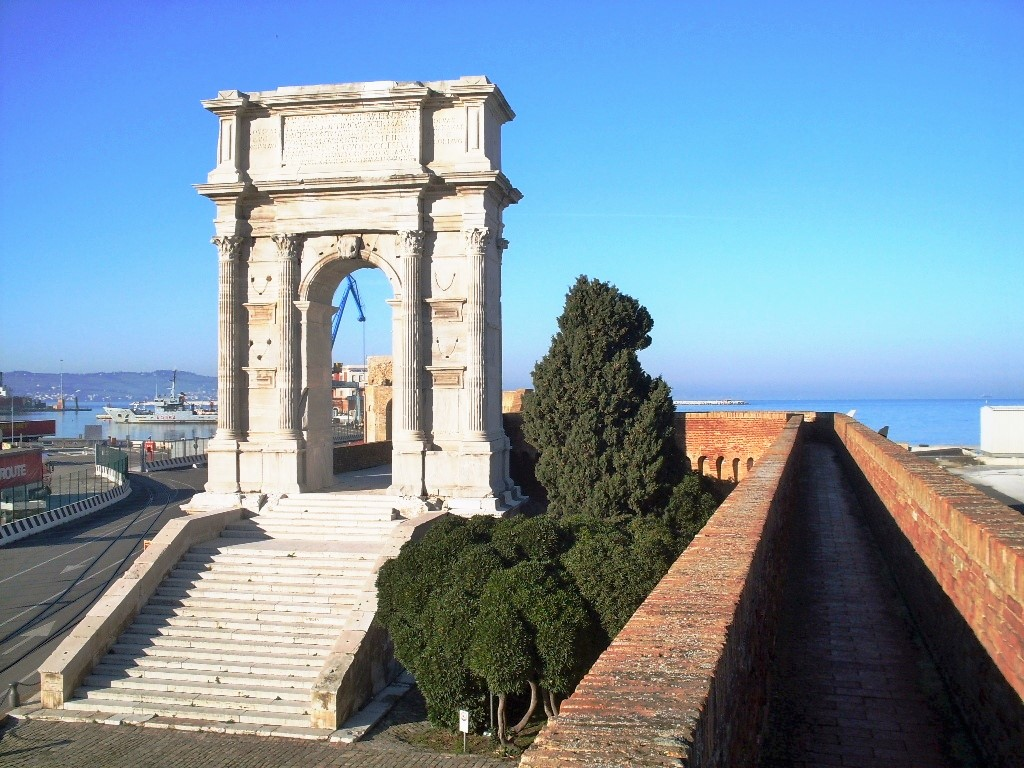
L'Arco di Traiano, sulle banchine del porto, che nel I sec. d.C. il senato e il popolo romano dedicarono all'imperatore per aver reso "l'ingresso d'Italia più sicuro, avendo ampliato anche questo porto con il suo denaro", come si legge sull'iscrizione posta sopra al fornice del monumento. Da questa dedica si rileva il ruolo del porto di Ancona in età imperiale, chiamato "accesso d'Italia".

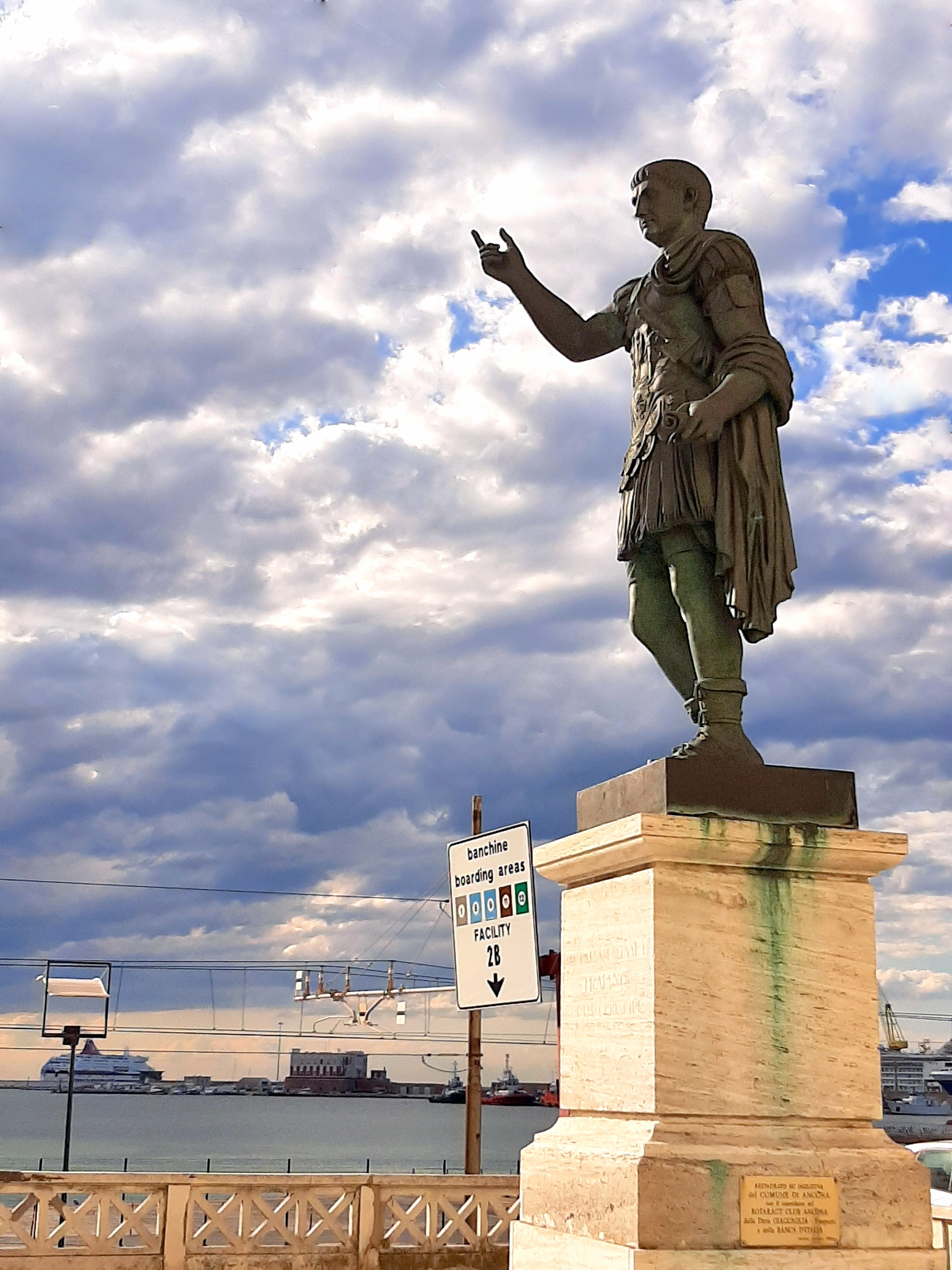
Replica bronzea della statua di Traiano da Minturno, collocata nel 1934 in via XXIX Settembre per celebrare il ruolo dell'imperatore nell'ampliamento del porto dorico. Sullo sfondo è visibile il Molo Nord, il cui primo tratto fu costruito nel I sec. d.C.

#### Il porto di Traiano
Nel periodo romano il porto fu notevolmente ampliato, soprattutto dall'imperatore Traiano, che nell'intento di renderlo il porto di Roma verso le terre orientali dell'Impero, ordinò la costruzione del primo tratto dell'attuale Molo Nord. Tale struttura si era resa necessaria perché, nel corso dei secoli, l'erosione marina aveva parzialmente demolito lo sperone roccioso che in epoca greca potenziava la protezione naturale dal moto ondoso già offerta dal promontorio su cui sorge la città.
Per ricordare la costruzione del molo, che rendeva più sicuro l'accesso all'Italia, il Senato e il popolo romano fecero costruire sul molo appena costruito l'Arco di Traiano, attribuito all'architetto di fiducia dell'imperatore, Apollodoro di Damasco, eretto intorno al 100 d.C..
Traiano e la flotta militare romana partirono dal porto di Ancona per la Seconda guerra dacica, come si vede nella scena 58 della Colonna Traiana (113 d.C.), in cui è presente la più antica rappresentazione del porto dorico; in particolare sono riconoscibili il molo traianeo, l'Arco di Traiano e un edificio con ambienti coperti a volta, interpretato come magazzino portuale o parte di un cantiere navale, i cui resti sono visibili nella zona archeologica del porto romano. Anche altri particolari della scena della Colonna Traiana permettono di identificare il porto di Ancona come base di partenza della Seconda guerra dacica: il tempio posto sulla cima della collina è il tempio di Venere, noto attraverso Catullo e Giovenale, i cui resti sono visibili al di sotto dell'attuale duomo; il tempio colpito dalle onde è il tempio di Diomede, noto attraverso Scilace; il colonnato in cima alla collina, di cui è stato recentemente ritrovato un tratto, interpretato come recinzione del foro cittadino, che si affacciava sul mare con una terrazza.
In età romana si esportavano dal porto di Ancona i prodotti dell'industria e dell'agricoltura della regione circostante; come in età greca, in particolare si esportavano la porpora, il vino e il grano.

### Medioevo

#### Il porto bizantino

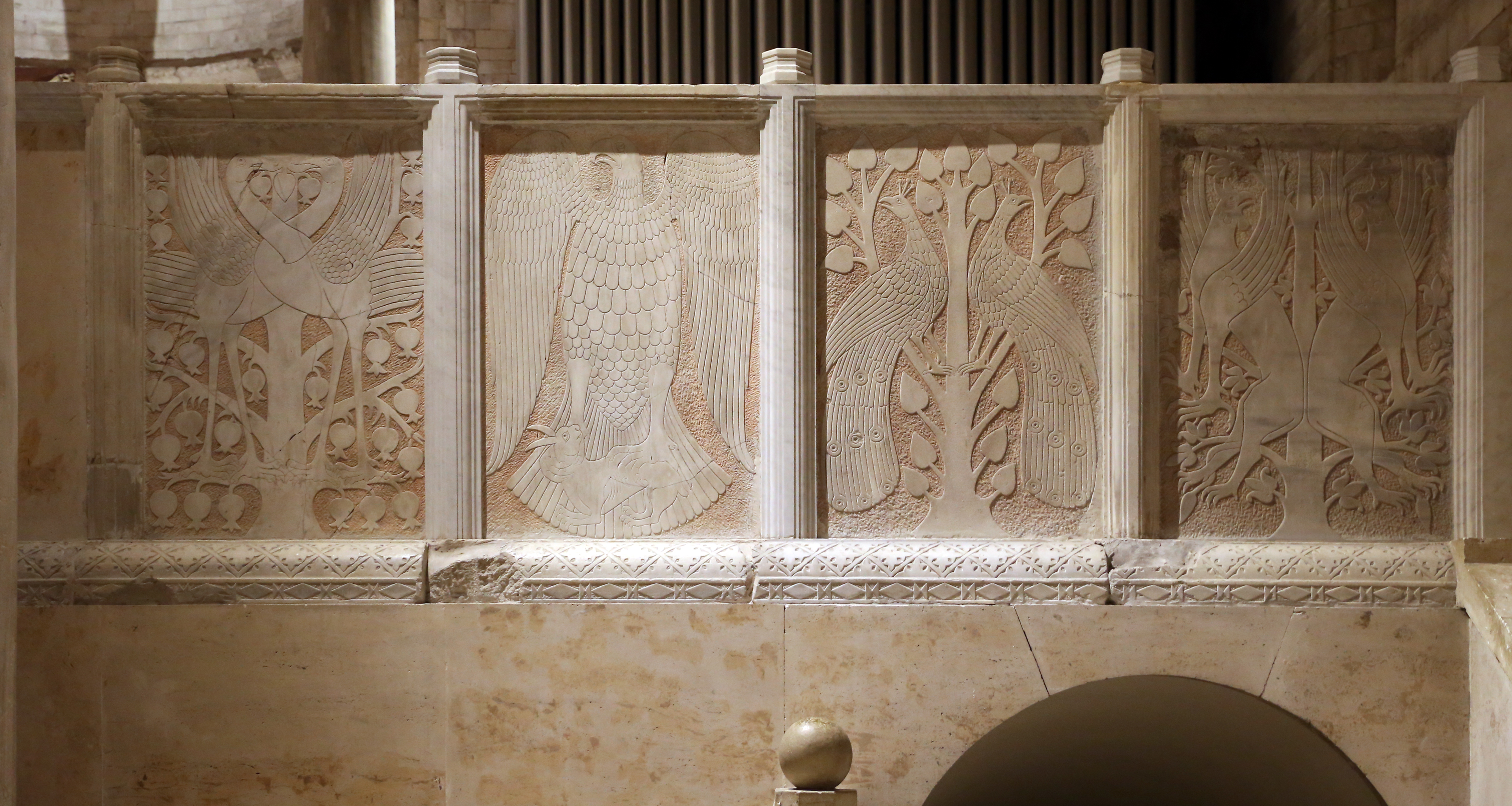
Le attività di navigazione permettono scambi non solo di merci e di uomini, ma anche di tendenze culturali, come provano queste immagini simboliche di arte bizantina del Duomo di Ancona.

Il porto di Ancona rivestì un ruolo importante nel corso della Guerra greco-gotica: rimase durante tutto il conflitto caposaldo dell'Impero Bizantino, che si assicurava in tal modo il dominio sull'Adriatico e la possibilità di far giungere in Italia le proprie truppe e le vettovaglie. Per impedire ciò, i goti per due volte tentarono inutilmente di conquistarlo, cingendo d'assedio la città, nel 538 e nel 551; durante quest'ultimo le truppe gote assediavano Ancona con quarantasette navi, ma i bizantini riuscirono a distruggere l'intera flotta avversaria, nel corso di una battaglia navale. Secondo lo storico Procopio di Cesarea, i marinai bizantini erano stati incitati con queste parole, indicative per capire il ruolo del porto durante il conflitto:
(Procopio, La Guerra Gotica, IV, 23.)
Non più supportati dalla propria flotta, i goti dovettero levare l'assedio. Dopo la vittoria imperiale nella Guerra greco-gotica, Ancona fece parte della Pentapoli bizantina, ducato dell'Impero di Bisanzio, e in particolare della Pentapoli marittima. Il porto continuò quindi a svolgere il suo ruolo di collegamento tra l'Italia e l'Impero d'Oriente.

#### La repubblica marinara

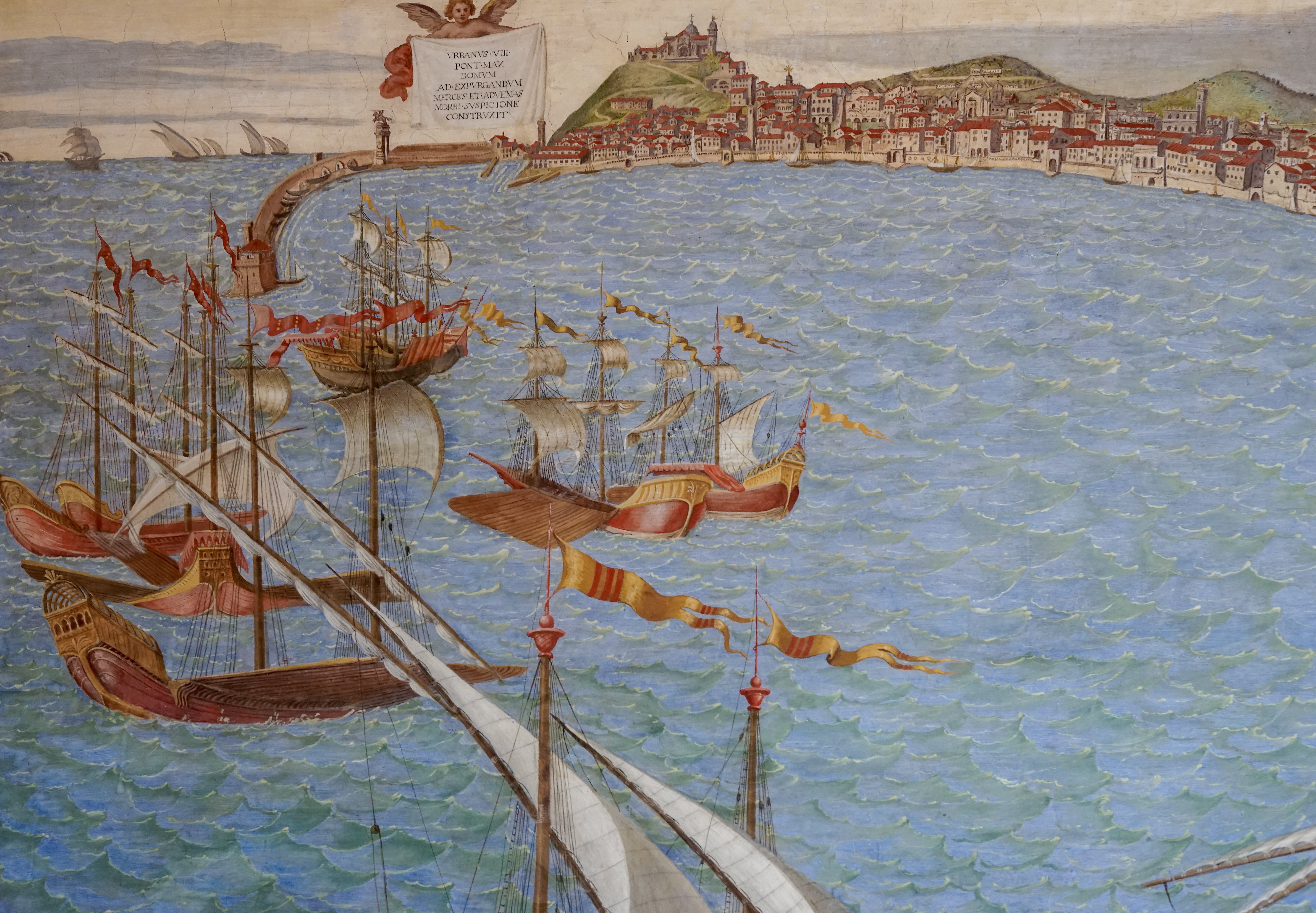
Il porto di Ancona nel XVI secolo, raffigurato nella Galleria delle carte geografiche ai Musei vaticani (Ignazio Danti)

Nel IX secolo, i Saraceni, durante i loro saccheggi alla città, danneggiarono anche il porto e razziarono le statue in bronzo dorato e i rostri presenti sull'Arco di Traiano. Fu un evento che si può considerare simbolico del drastico declino dei traffici e della città, fenomeno tipico del resto di tutta l'Europa altomedievale.
La città si riprese intorno all'XI secolo, grazie ai rinnovati traffici marittimi; questo secolo segna l'inizio del periodo del libero comune e della Repubblica di Ancona: le strutture portuali furono restaurate e il porto fu fortificato ed ampliato; si estendeva dall'attuale molo Luigi Rizzo, il cui nucleo venne costruito proprio in questo periodo, agli scogli su cui oggi sorge il Lazzaretto. Furono le intense attività portuali, dirette soprattutto verso il Mediterraneo orientale, che permisero alla città di reggersi per circa cinque secoli come repubblica marinara; l'alleanza con la Repubblica di Ragusa consentì alle due città portuali di resistere alla potenza marittima veneziana, che specialmente in Adriatico era soverchiante. Altra alleanza fondamentale per la Repubblica di Ancona era quella con l'Impero Bizantino.
L'Ancona medievale si sviluppò secolo dopo secolo fino a compredere tutto l'arco portuale, da nord a sud, nell'area compresa tra il colle Guasco, dominato dal Duomo di San Ciriaco, ed il colle Astagno, dov'era collocata Porta Capodimonte, che allora era la principale via d'accesso da terra alla città.
La Repubblica di Ancona inviava consoli ed aveva fondachi e colonie in molti porti d'Oriente. A Costantinopoli vi era il fondaco più importante, dove gli anconetani avevano una propria chiesa, Santo Stefano. Altri fondachi anconitani erano in Siria (a Laiazzo e a Laodicea), in Romania (a Costanza), in Egitto (ad Alessandria), a Cipro (a Famagosta), in Palestina (a San Giovanni d'Acri), in Grecia (a Chio) e in Asia Minore (a Trebisonda). Spostandosi verso occidente, fondachi anconitani erano presenti nell'Adriatico a Ragusa e a Segna, in Sicilia a Siracusa e a Messina, in Spagna a Barcellona e a Valenza, in Africa a Tripoli.
Mentre gli anconitani di ogni classe sociale si dedicavano direttamente ai traffici marittimi, lo smistamento via terra delle merci importate era affidato invece a mercanti ebrei, lucchesi e fiorentini. Dal Levante giungevano nel porto di Ancona spezie e medicamenti di ogni tipo, coloranti, profumi, mastice, seta, cotone, zucchero di canna, allume; dalla Dalmazia arrivava invece legname (da Segna), sale (da Pago), metalli (da Fiume), pellami, cera, miele (soprattutto da Ragusa, ma anche da Zara, Traù e Sebenico). Questi prodotti erano poi esportati via terra, attraverso un itinerario commerciale che toccava Firenze, la Lombardia, le Fiandre e terminava in Inghilterra.
Via terra giungevano nel porto di Ancona: panni pregiati da Firenze e dalle Fiandre; dalle Marche olio, grano, vino, sapone, panni, carta di Fabriano e di Pioraco; dall'Abruzzo lo zafferano, dal Montefeltro il guado. Questi prodotti erano poi esportati via mare in Oriente e in Dalmazia.

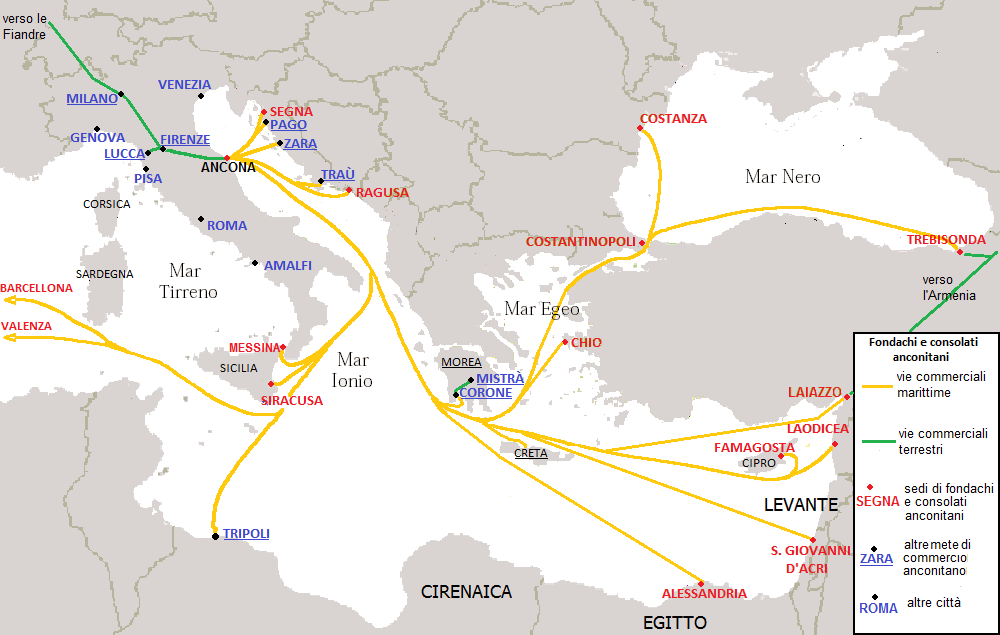
Rotte, fondachi e consolati della Repubblica di Ancona

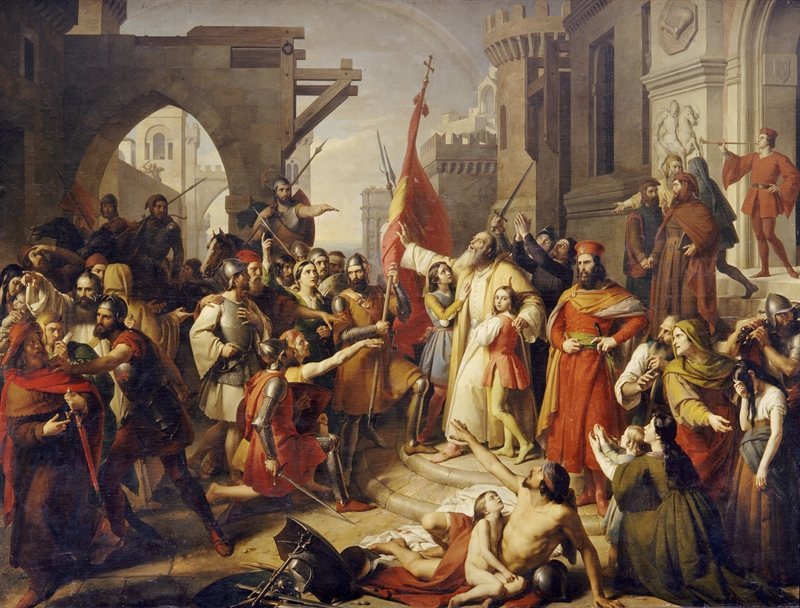
Il giuramento degli anconitani di Francesco Podesti, raffigurante una scena dell'assedio del 1173. Si noti l'Arco di Traiano e, dietro esso, il porto.

##### L'assedio del 1173
Nel 1173 la Repubblica di Ancona visse un lungo e difficile assedio: il porto venne occupato dalla flotta veneziana, che agiva in appoggio all'esercito imperiale, circondante Ancona dalla parte di terra; a capo delle truppe imperiali era Cristiano di Magonza, luogotenente dell'imperatore Federico Barbarossa. Fra tutte le navi veneziane spiccava per imponenza la Totus Mundus, la più grande che si fosse mai vista. L'assedio era dovuto a due motivi concomitanti: anzitutto la pretesa veneziana di dominare l'Adriatico incontrastata, poi la politica degli imperatori tedeschi, che non accettavano liberi comuni nei loro domini italiani e perciò tentarono più volte di sottomettere la città. Inoltre, Federico Barbarossa aveva anche un secondo motivo per attaccare Ancona: non accettava che la città fosse alleata dell'Impero Bizantino.
Dopo sei terribili mesi, durante i quali i cittadini soffersero la fame, rifulsero le gesta di Stamira e di Giovanni da Chio. L'assedio terminò con l'arrivo di truppe alleate di Ancona: quelle di Ferrara e di Bertinoro che, unite ai difensori anconitani, si scontrarono con l'esercito imperiale, fino a metterlo in fuga ad ottenere la vittoria. Le navi veneziane, all'arrivo delle truppe alleate di Ancona, nel frattempo avevano lasciato il porto alla volta di Venezia. Al termine dell'assedio, l'imperatore bizantino Manuele Comneno, per ricompensare Ancona della fedeltà dimostrata a lui e all'Impero d'Oriente, inviò ingenti somme di denaro e autorizzò la repubblica a praticare il commercio marittimo in tutti i suoi porti, con la possibilità anche di costruire fondachi e abitazioni.

##### La partenza di San Francesco per l'Oriente
Il 24 giugno 1219 San Francesco d'Assisi scelse il porto di Ancona quale punto d'imbarco per Damietta, in Egitto, dov'era in corso la Quinta crociata. Ivi giunto con undici compagni, sorretto da una precisa concezione missionaria, chiese al legato pontificio Pelagio il permesso di avventurarsi con i suoi confratelli nel territorio musulmano. Il suo scopo era di predicare i valori della fede cristiana al sultano al-Malik al-Kamil ed ai suoi uomini, e quindi far cessare le ostilità.
In occasione del suo soggiorno ad Ancona in vista della partenza per l'Egitto, San Francesco, secondo la tradizione, dalle banchine del porto indicò ai suoi confratelli l'allora boscoso colle Astagno come luogo in cui edificare il primo convento e la prima chiesa francescana di Ancona. Si tratta della Chiesa di San Francesco ad Alto (oggi sede del Distretto Militare di Ancona), la cui denominazione "ad Alto" sarebbe derivata dalle parole stesse del santo di Assisi, pronunciate mentre indicava il luogo. Tornato dall'Egitto e visto che l'edificio realizzato era troppo grande, ricordò ai frati che non voleva che le loro chiese fossero ricche e troppo ampie. La partenza per l'Oriente di San Francesco è ricordata da un altorilievo bronzeo posto lungo la calata Nazario Sauro e da un bassorilievo situato sul molo Clementino.

### Età moderna

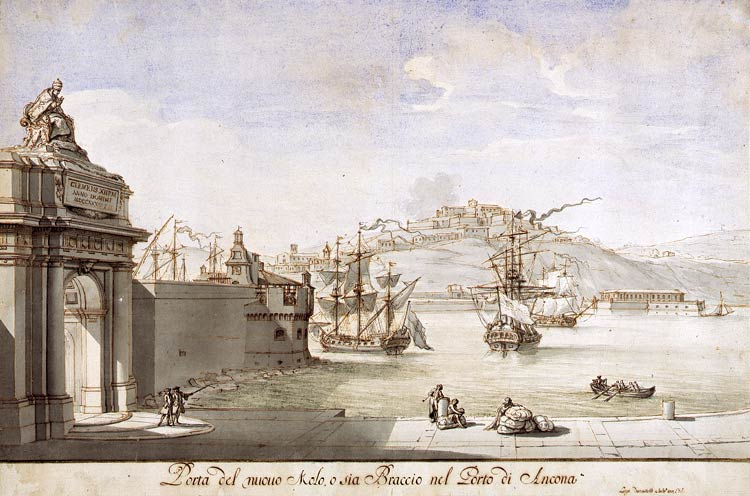
Disegno con il quale Luigi Vanvitelli illustrò il suo progetto per il porto di Ancona. In primo piano il molo nuovo e l'Arco Clementino; sullo sfondo, a destra, il Lazzaretto di Ancona.

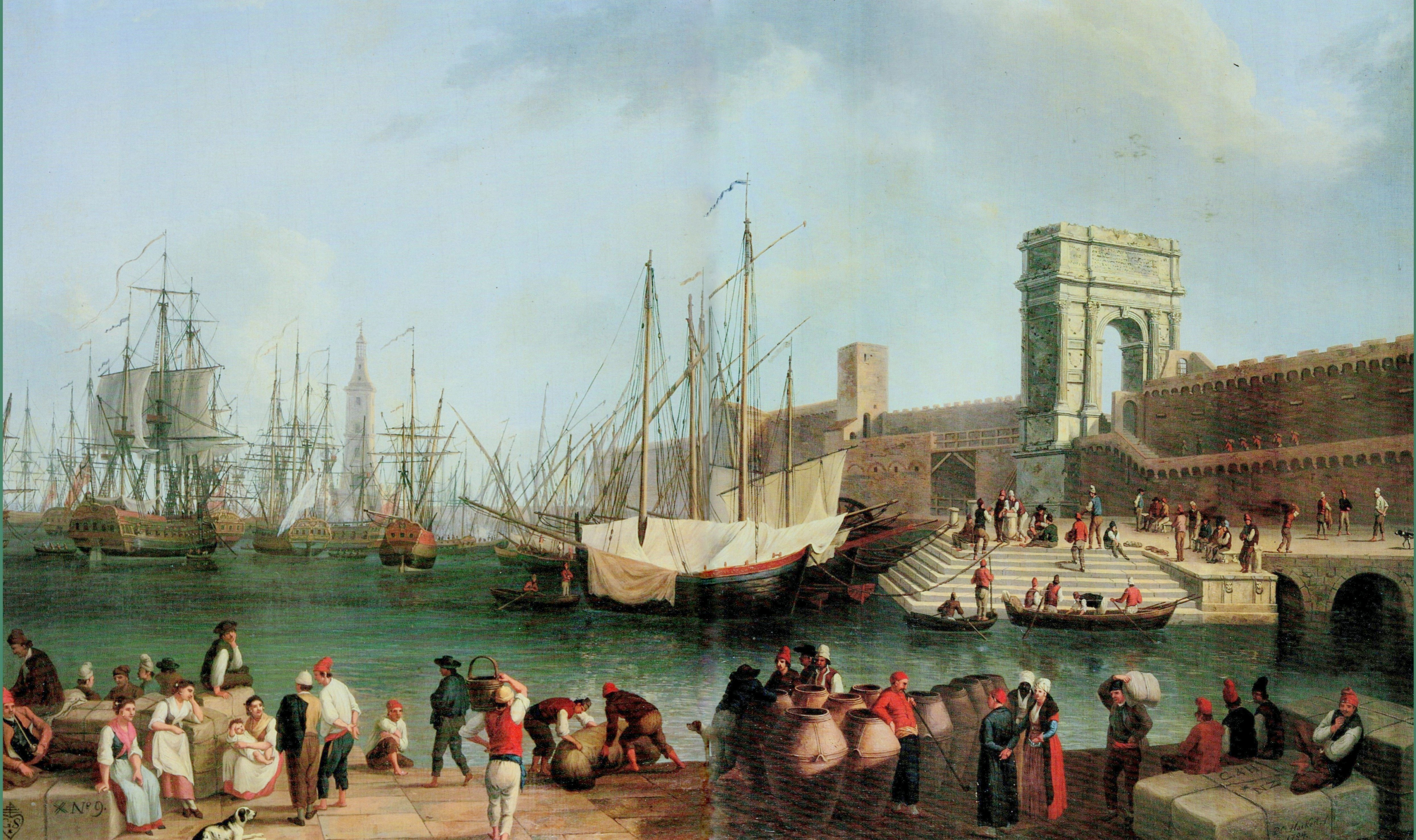
Dopo gli interventi di Vanvitelli, il porto è nuovamente gremito di navi. Sullo sfondo, la lanterna (Jakob Philipp Hackert - 1784).

#### Declino seicentesco
Dopo il viaggio di Colombo in America e il conseguente spostamento dei traffici dal Mediterraneo all'Atlantico, il porto di Ancona, come del resto tutti gli altri porti italiani, subì dalla metà del XVI secolo un declino; inoltre, nel 1532 la città perse la sua indipendenza, passando alle dirette dipendenze dello Stato Pontificio. L'insieme di queste circostanze portò nel XVII secolo ad una drastica diminuzione del traffico portuale, ridotto a quello strettamente locale. Anche la città, conseguentemente, fu soggetta ad una grave crisi demografica.

#### Rinascita settecentesca
I primi segnali di una ripresa dei traffici internazionali ci furono nei primi decenni del XVIII secolo. Il primo passo in questa direzione fu opera di papa Clemente XII, che il 14 febbraio 1732 concesse alla città il porto franco e incaricò Luigi Vanvitelli di progettare e realizzare l'ampliamento e l'ammodernamento del porto, con l'obiettivo di renderlo adatto a svolgere la funzione di porto di Roma verso l'Oriente, come già nell'epoca romana.
Il Vanvitelli, studiando attentamente la struttura geografica della città, ridisegnò completamente il porto e lo adeguò alle esigenze dell'epoca rispettandone la forma naturale, anzi traendo ispirazione da essa. Anche in questo caso, dunque, l'architetto di origini olandesi progettò seguendo una visione paesaggistica, come fece in tutte le sue opere maggiori. Il suo intervento si articolò in tre opere, che ancor oggi caratterizzano lo scalo dorico:
- un nuovo molo, il Molo Clementino, prolungamento dell'antico molo di Traiano, avente lo scopo di aumentare l'area del bacino portuale;
- una nuova porta di accesso alla città dal porto: l'Arco Clementino, posto all'inizio del Molo Clementino;
- un nuovo Lazzaretto, su una grande isola artificiale pentagonale appositamente realizzata, allo scopo di dotare il porto di tutto ciò che serviva a renderlo adeguato alle esigenze del XVIII secolo: una grande struttura sanitaria di isolamento per i viaggiatori provenienti da paesi preda di epidemie, una fortificazione di protezione, degli ampi magazzini per le merci.

Al centro dell'arco portuale, l'architetto progettò la Chiesa del Gesù, richiamante con la forma curva della sua facciata l'andamento curvo del porto, che domina dall'alto.
Le opere vanvitelliane raggiunsero l'obiettivo prefissato di far rinascere i traffici navali; inoltre fecero da catalizzatore per la realizzazione di ulteriori interventi urbanistici a servizio del porto:
- la costruzione di un nuovo e più ampio accesso stradale da nord: le odierne via Marconi e via XXIX Settembre, quest'ultima affacciata sulle banchine;
- l'apertura nella cinta muraria di un nuovo ingresso monumentale alla città: Porta Pia, situata a metà della nuova strada;
- l'edificazione di Borgo Pio, poi rione degli Archi, ancor oggi abitato in gran parte da addetti alle attività portuali; anch'esso si trova lungo la nuova strada di accesso.

I rinnovati, floridi traffici del porto ebbero come naturale conseguenza la rinascita della città, che ebbe una notevole espansione demografica ed economica e divenne nuovamente sede di comunità straniere dedite alla navigazione: la greca, la schiavona (ossia dalmata ed albanese) e l'armena, ciascuna con la propria organizzazione e i propri luoghi di culto. La comunità ebraica di Ancona, presente già da secoli, si espanse e contribuì al rifiorire del commercio marittimo.

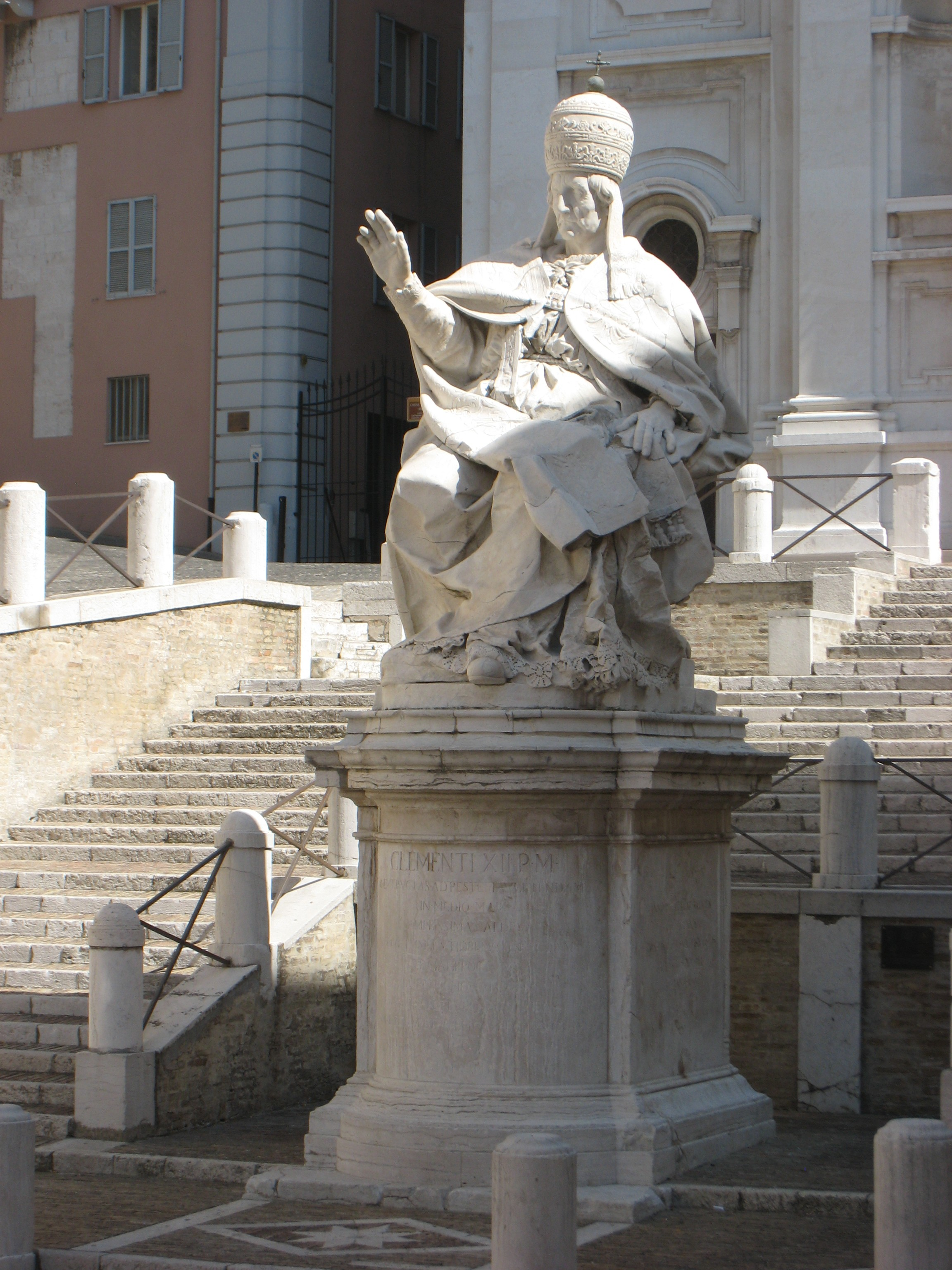
Statua di papa Clemente XII, istitutore del porto franco (scultore Agostino Cornacchini).
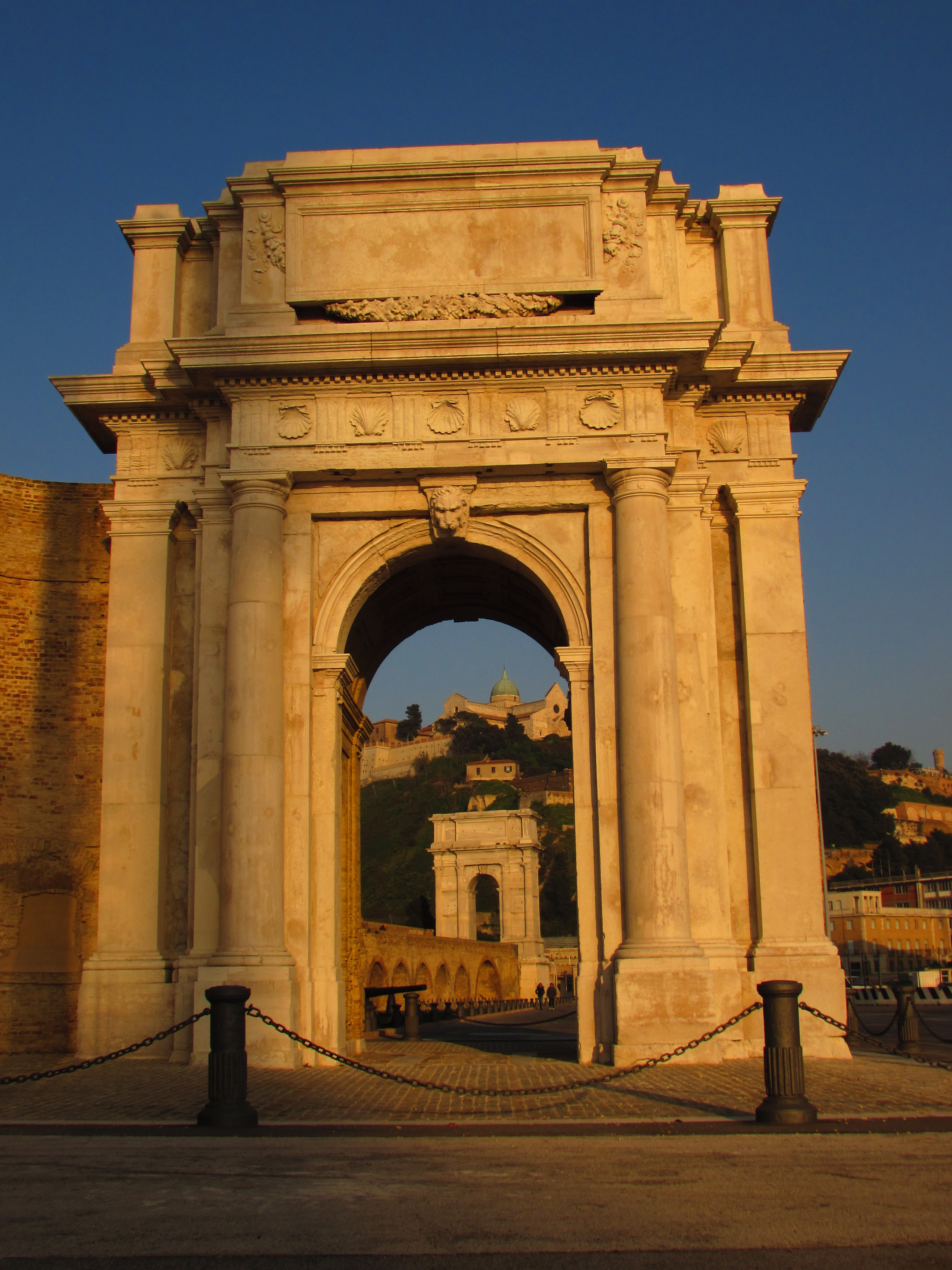
L'arco Clementino, di Luigi Vanvitelli; sullo sfondo, l'Arco di Traiano e il Duomo.
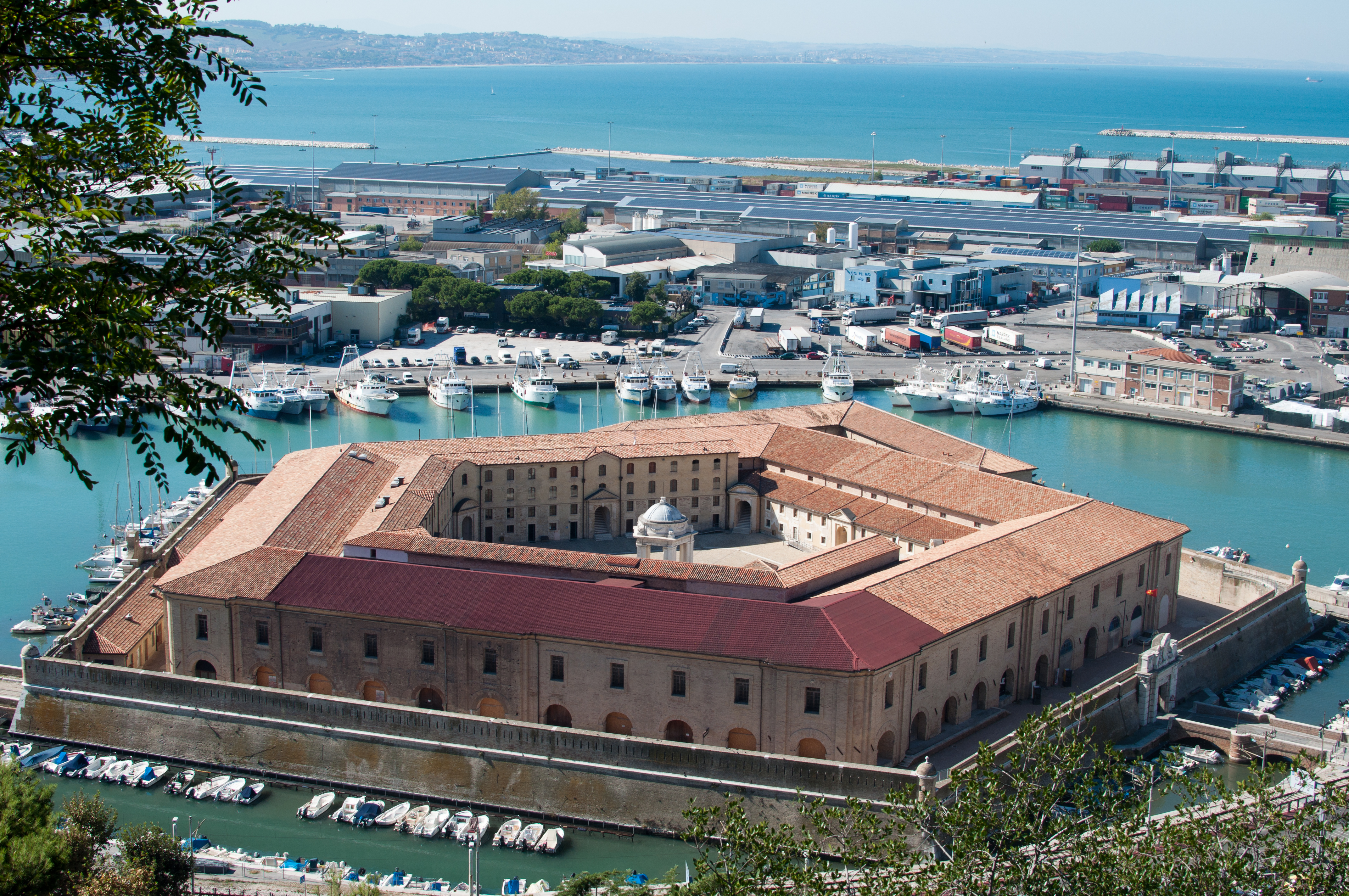
Il Lazzaretto, di Luigi Vanvitelli, che aveva funzioni sanitarie, militari, di frangiflutto e di deposito di merci.
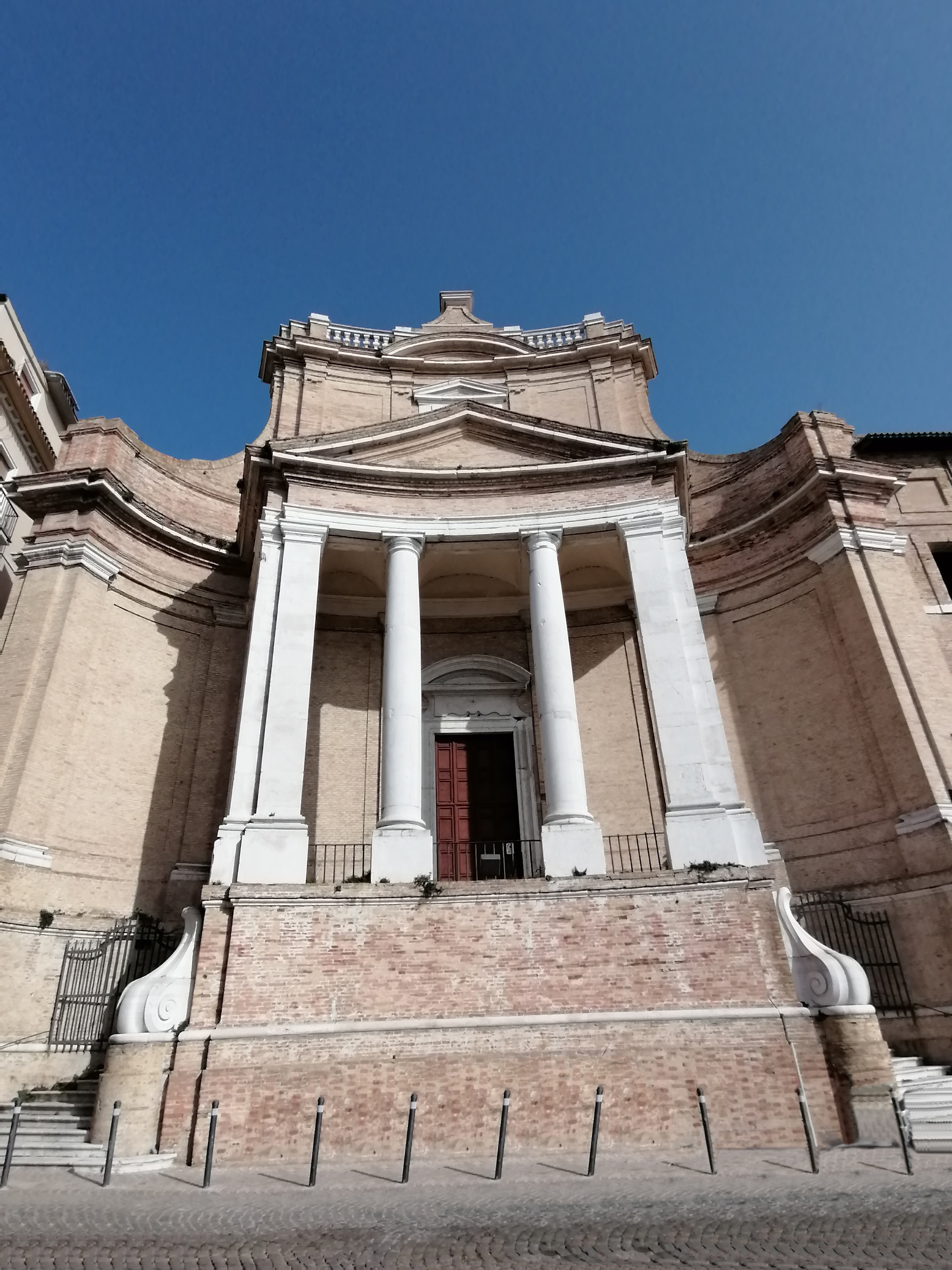
Chiesa del Gesù, di Luigi Vanvitelli, posta al centro dell'arco portuale, che domina dall'alto.

#### Napoleone e il porto di Ancona
(Napoleone, lettera al Direttorio, febbraio 1997)
Nel 1797, in età napoleonica, Ancona venne occupata da Napoleone, che attribuiva una notevole importanza strategica al suo porto: intendeva utilizzarlo come base da cui intraprendere, emulo di Alessandro Magno, nuove conquiste in Egitto e in Oriente. Nacque così la Repubblica Anconitana, repubblica sorella della Repubblica Francese. Due anni dopo, lo scalo dorico fu al centro dell'assedio del 1799, durante il quale venne occupato da uno squadrone di otto navi russe e turche, mentre da parte di terra la città era circondata dalle truppe austro-russo-turche, unite agli Insorgenti, tutti uniti nell'intento di strappare la città dalle mani di Napoleone. Il blocco navale di Ancona durò sei mesi e terminò con la sconfitta dei francesi. La città venne però rioccupata dai francesi già nel 1801. A distanza di quindici anni dall'assedio del 1799, Ancona vide nuovamente scontrarsi le truppe napoleoniche e quelle austriache, nell'assedio del 1815, anch'esso terminato con la sconfitta francese.

### Età contemporanea

#### Nel periodo risorgimentale

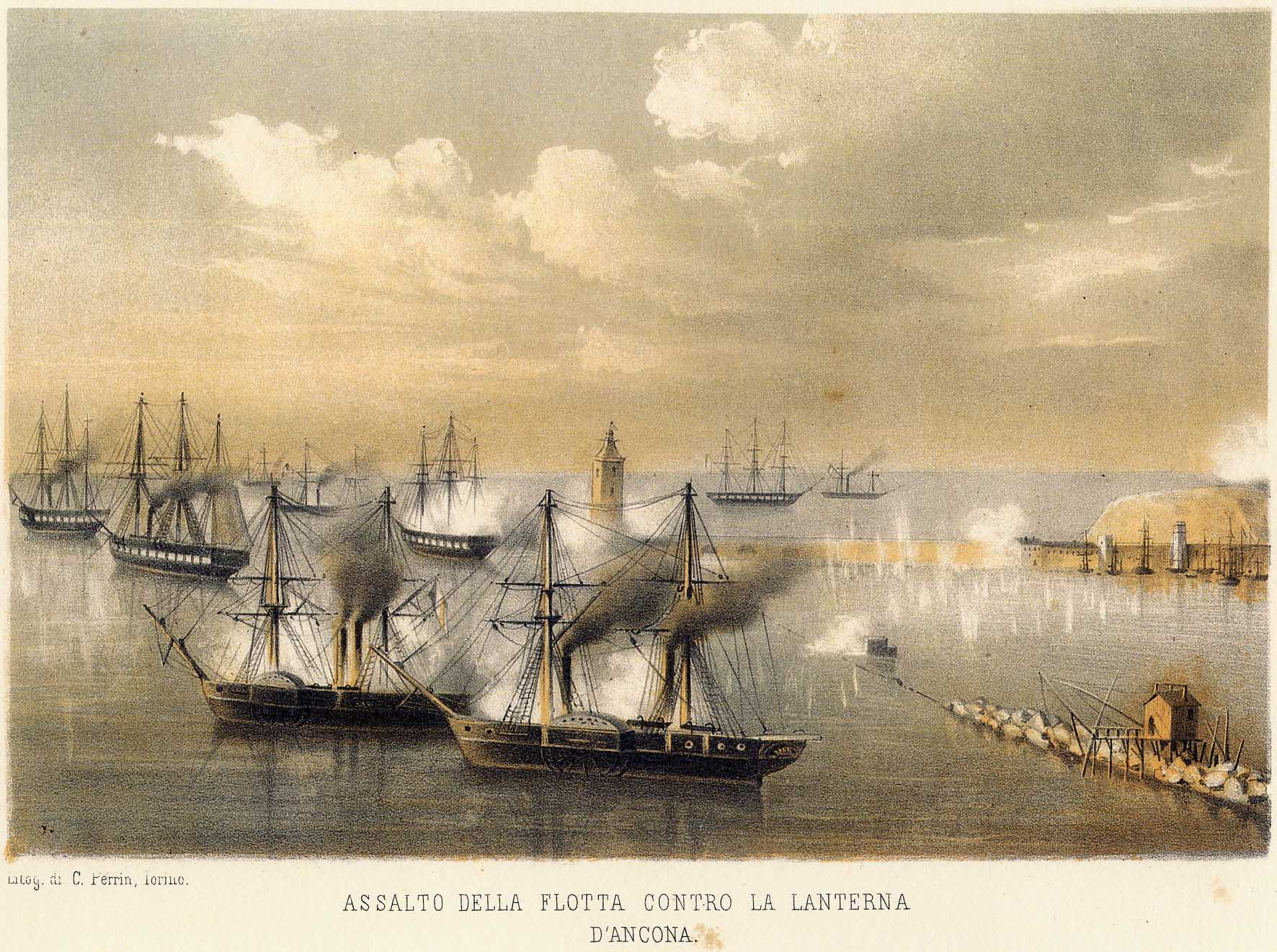
L'assalto sardo al forte della Lanterna (1860). In primo piano, a destra, si nota una pesca al quadro installata sul Molo Sud.

Per due volte il porto di Ancona fu al centro di importanti episodi del Risorgimento: durante l'assedio del 1849 e nel corso dell'assedio del 1860.
Nel 1849 Ancona, avendo aderito alla Repubblica Romana, fu cinta d'assedio dalle forze austriache, che dovevano ripristinare il dominio papale. La città era difesa da patrioti provenienti da ogni parte d'Italia. I patrioti e marinai Antonio Elia e Augusto, padre e figlio, difendevano la città da una nave ancorata al porto, mentre la flotta austriaca era nella rada. Dopo ventisei giorni di difficile resistenza, il comandante austriaco decise di bombardare la città incessantemente, a intervalli regolari, utilizzando tutte le bocche di fuoco a disposizione; ciò portò alla resa dei difensori. Quando gli austriaci entrarono in città, il loro comandante concesse ai difensori di Ancona l'onore delle armi. Dopo l'Unità d'Italia, in occasione del cinquantenario, Ancona venne insignita della medaglia d'oro come "Benemerita del Risorgimento nazionale" per l'eroismo e l'attaccamento agli ideali di libertà e di indipendenza dimostrati nel 1849.
Dopo la vittoria del 1849, le truppe austriache rimasero in Ancona, come forze occupanti a difesa del dominio temporale del papa, per un decennio (il "decennio di preparazione").
Nel 1860 l'esercito sardo, entrando nelle Marche, invase lo Stato pontificio, le cui truppe erano in inferiorità numerica. Data questa situazione, Ancona divenne il centro nevralgico per la difesa pontificia: i rinforzi, attesi dai paesi cattolici, dovevano arrivare attraverso il suo porto. Le truppe pontificie si diressero quindi a marcia forzata da Roma verso la città dorica, per accogliere le navi dei volontari cattolici, e così fecero anche le truppe sarde, per impedirne l'arrivo. Prima che uno dei due eserciti giungesse in città, il caso volle che si incontrassero a pochi chilometri da Ancona, sulle rive del fiume Musone. Ne seguì la battaglia di Castelfidardo, che vide la vittoria sarda; le truppe pontificie superstiti, sperando ancora sull'arrivo delle navi dei rinforzi, si rifugiarono quindi ad Ancona per tentare l'ultima difesa del dominio papale su Marche e Umbria. Il porto era occupato dalla flotta austriaca, mentre nella rada si trovavano le navi sarde: la situazione era dunque opposta rispetto a quella del 1849. L'ingresso al porto era stato sbarrato mediante una grossa catena tesa tra l'estremità del Molo Sud e la batteria della Lanterna, sul Molo Nord. L'episodio decisivo dell'assedio fu determinato dal bombardamento navale sardo che provocò lo scoppio della polveriera della Lanterna, causando la rottura della catena di sbarramento dello scalo. Questo permise alla flotta sarda l'ingresso nel porto, che ebbe come conseguenza la resa delle forze pontificie, dopo undici giorni di assedio. La presa di Ancona da parte delle forze sarde portò all'unificazione delle Marche e dell'Umbria, fatto che a sua volta permise di collegare le regioni del Nord entrate nel Regno in seguito alla Seconda guerra d'indipendenza con quelle del Sud appena conquistate da Garibaldi con l'Impresa dei Mille. L'anno successivo, 1861, fu così possibile la proclamazione del Regno d'Italia.

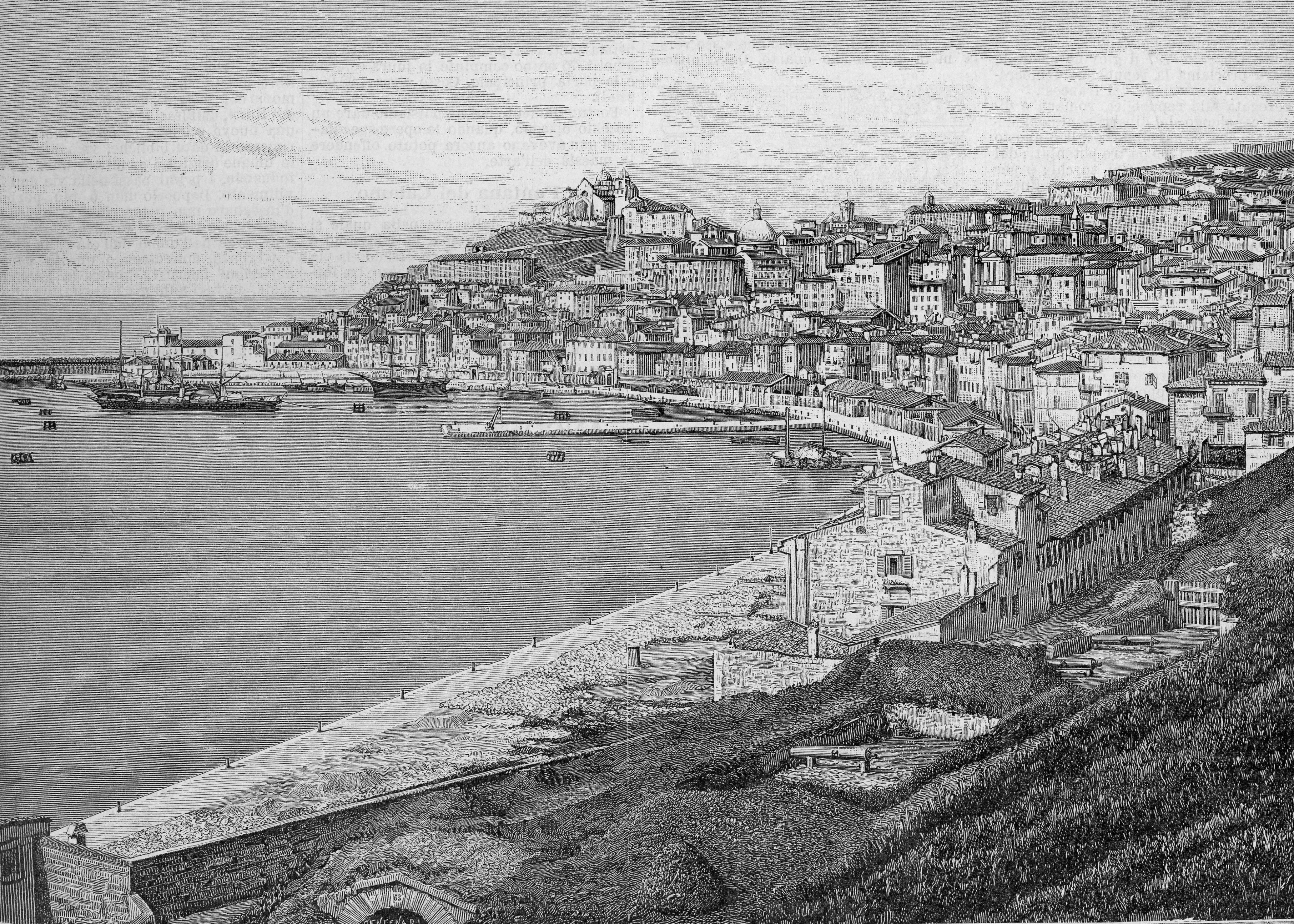
Il porto nel periodo in cui la città fu piazzaforte di prima classe

#### Nel periodo post-unitario
Subito dopo la proclamazione del Regno d'Italia, Ancona assunse un ruolo militare notevole nella compagine difensiva del giovane regno: dato che il porto di Venezia era ancora in possesso dell’Impero Austriaco, quello di Ancona rappresentava l’unico porto adriatico atto ad accogliere la Regia Marina italiana; inoltre, l'unica via di collegamento tra il Nord e il Sud passava per Ancona, dato che il Lazio non era ancora italiano, costituendo ciò che ancora rimaneva dello Stato Pontificio. Il re Vittorio Emanuele II dichiarò pertanto Ancona piazzaforte di prima classe del Regno, ossia caposaldo della difesa nazionale insieme ad altre quattro città: la capitale Torino, le piazzaforti marittime di La Spezia e di Taranto e la piazzaforte terrestre di Bologna; Ancona rivestiva un doppio ruolo: marittimo e terrestre. Da ciò ne derivò che il porto di Ancona divenne sede di uno dei tre dipartimenti navali del Regno, con Genova e Napoli. Sempre per gli stessi motivi strategici, il cantiere navale, o arsenale, convertito in stabilimento per la manutenzione e la riparazione del naviglio da guerra, ebbe un notevole sviluppo. Quando, in seguito alla Terza guerra d'indipendenza, Venezia entrò nel Regno, Ancona perse il ruolo strategico speciale che rivestiva nella difesa marittima nazionale, anche se nei soli sei anni di piazzaforte marittima di prima classe la città aveva assunto un volto moderno in tutti i servizi pubblici e aveva avuto uno sviluppo urbanistico senza precedenti.

#### Durante la Prima guerra mondiale

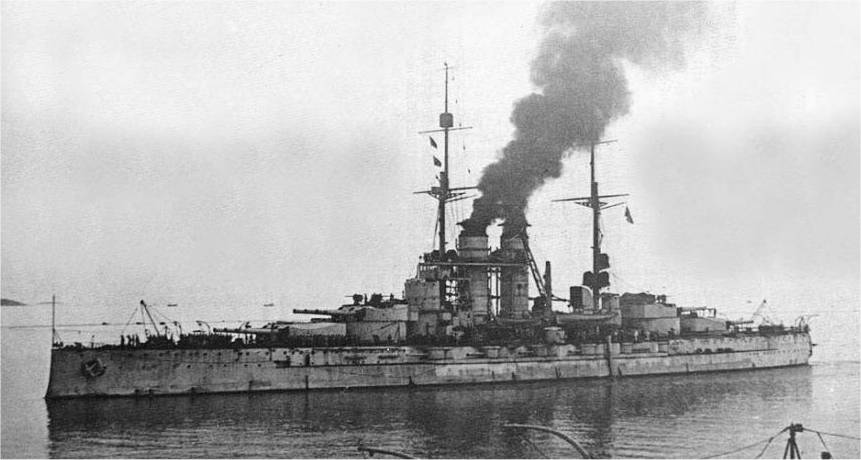
La corazzata austro-ungarica Santo Stefano alla fonda, prima dell'affondamento nel corso dell'impresa di Premuda

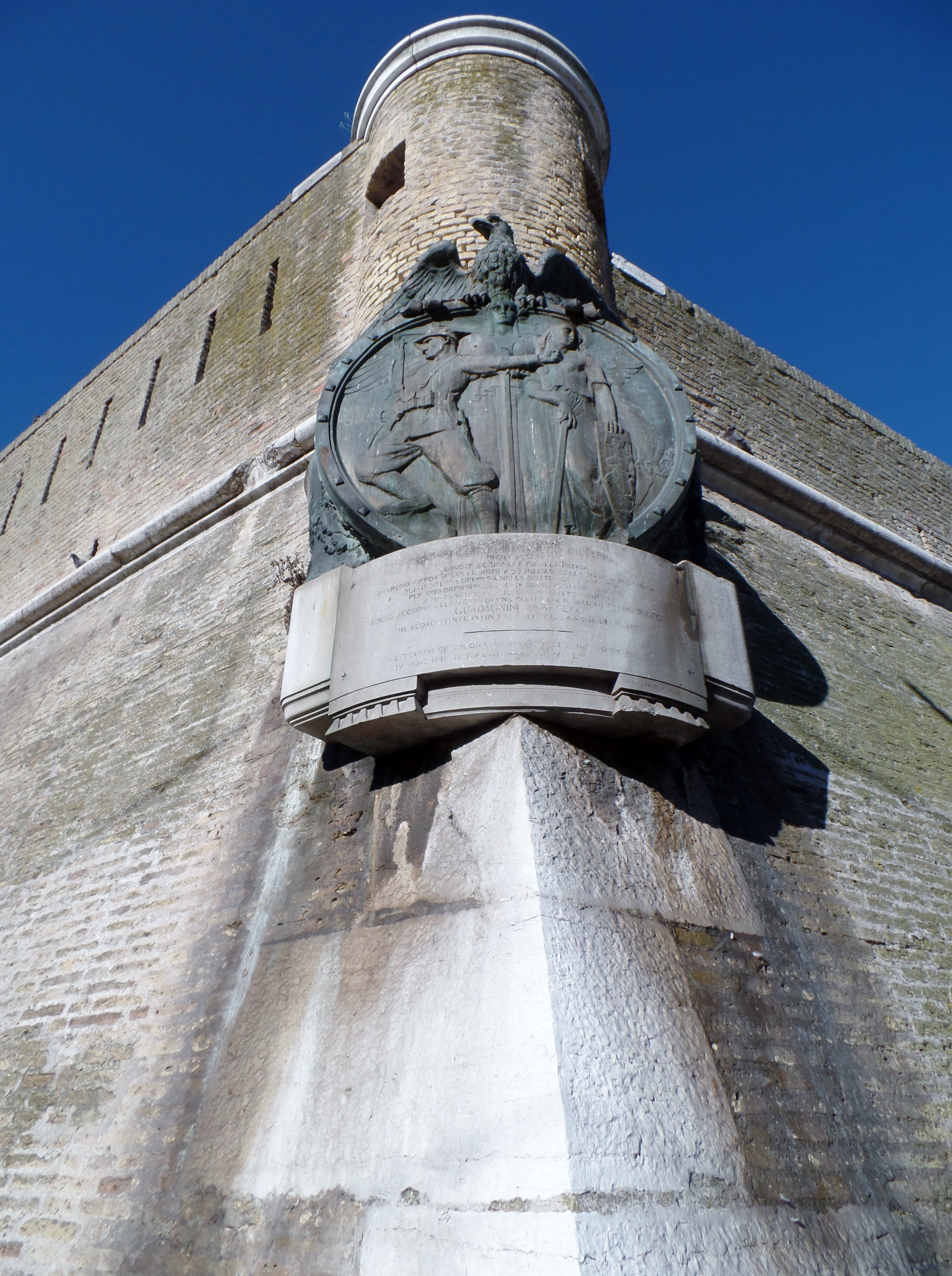
Lazzaretto - targa che ricorda la fallita incursione austriaca ad Ancona

Il porto fu bombardato nello stesso giorno in cui l'Italia entrò nella Prima guerra mondiale, nel corso del bombardamento della costa adriatica del 24 maggio 1915.
Durante la guerra, il porto di Ancona fu una delle basi dei MAS, fra le più pericolose per la marina austriaca per la sua vicinanza a Pola e a Trieste; nel 1917 era diventato il porto ufficiale della ⅠⅠ Squadriglia della Flottiglia MAS dell'Alto Adriatico.
Il 10 febbraio 1918, quella di Ancona era stata la base di ritorno dei MAS che avevano messo in atto la beffa di Buccari, condotta tra gli altri da Luigi Rizzo e Gabriele D'Annunzio. In risposta a questo smacco, il 5 e 6 aprile 1918, lo scalo dorico fu oggetto di un'incursione austriaca, che aveva come obiettivo l'eliminazione della stazione sommergibili e della base dei MAS. Il Lazzaretto fu teatro dell'episodio conclusivo dell'incursione, che fallì grazie alla perspicacia e al coraggio dei finanzieri Carlo Grassi e Giuseppe Maganuco, che bloccarono il drappello austriaco.

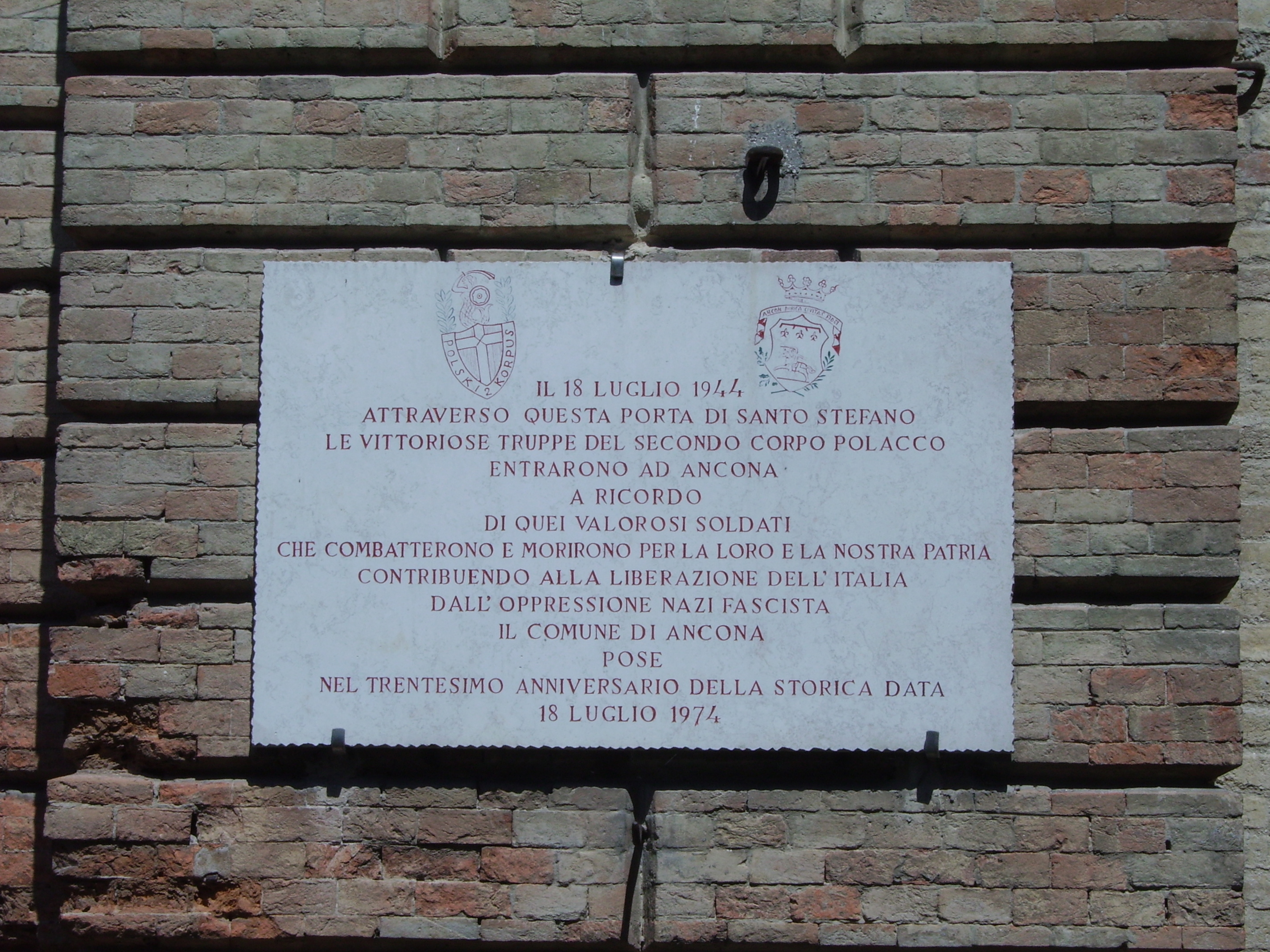
Porta S. Stefano - targa che ricorda l'ingresso delle truppe polacche in Ancona, cosa che permise agli alleati di servirsi del porto per far giungere rifornimenti alle truppe.

Inoltre, la base MAS di Ancona fu il 9 giugno 1918 il luogo di partenza della nota impresa di Premuda, opera di Luigi Rizzo, Armando Gori e Giuseppe Aonzo, che portò all'affondamento della corazzata austriaca Santo Stefano. Nel 1939, per ricordare questa impresa, la Marina Militare decise di celebrare la propria festa il 10 giugno, data in cui avvenne l'episodio.

#### Durante la Seconda guerra mondiale
Durante la Seconda guerra mondiale il porto rivestì un ruolo importante nel 1944, durante l'avanzata alleata dal sud al nord della Penisola: per permettere regolari rifornimenti navali alle truppe, il ⅠⅠ Corpo polacco, guidato dal generale Władysław Anders, ebbe dal comando alleato il compito di liberare la città il 18 luglio 1944, lo stesso giorno in cui gli anglo-americani avrebbero dovuto prendere possesso del porto di Livorno. Le truppe polacche riuscirono nell'intento, grazie alla vittopria nella battaglia di Ancona, affiancati dagli uomini del Corpo italiano di liberazione.
L'area portuale subì gravissimi danni nel corso dei bombardamenti alleati, dato che gli obiettivi strategici da colpire erano il comando tedesco, situato su una nave ormeggiata al centro del bacino, il cantiere navale di Ancona e il porto stesso. Nel dopoguerra si provvide celermente alla ricostruzione.

#### Nel dopoguerra
I notevoli danni che aveva subìto il porto nella Seconda guerra mondiale furono prontamente riparati nel periodo della Ricostruzione; come simbolo della ripresa completa delle attività portuali si può considerare l'inaugurazione del nuovo quartiere fieristico e quella del nuovo mercato ittico, avvenute nel 1948 alla presenza dell'allora Presidente della Repubblica Luigi Einaudi. In particolare, il mercato ittico di Ancona, che sostituiva quello del 1926 distrutto dai bombardamenti, fu progettato dall'architetto Gaetano Minnucci ed è un esempio notevole di architettura razionalista.
La realizzazione più importante del dopoguerra ci fu nel periodo del "miracolo economico"; si tratta della creazione della zona industriale del porto di Ancona, denominata "ZIPA", realizzata interrando di 86 ettari di mare acquistati dal demanio marittimo. Ci si ispirò al progetto analogo dell’architetto pontificio del XVI secolo Giacomo Fontana. Una prima lottizzazione di 32 ettari fu ultimata nei primi anni sessanta; la seconda, di 54 ettari, fu condotta a termine nella seconda metà anni ottanta. Attualmente le aree ospitano una novantina di imprese legate alle attività marinare e navali: cantieristica, riparazioni meccaniche, impianti elettrici, arredamenti navali, approvvigionamenti alimentari, logistica, agenzie marittime, lavorazione dei prodotti ittici.
Altro evento significativo per la storia del porto avvenne nel 1954, quando la Fiera della Pesca, istituita nel 1933, diventò internazionale, con il nome di "Fiera Internazionale della Pesca e degli Sport Nautici". A fianco del quartiere fieristico, nel 1968 fu istituito il "Laboratorio di tecnologia della pesca", organo del Consiglio Nazionale delle Ricerche, oggi "Istituto per le risorse biologiche e le biotecnologie marine".
Dal 1957, Ancona fu nuovamente sede del dipartimento marittimo militare dell'Adriatico, organo poi soppresso nel 2013, anno in cui la città è diventata sede del Comando scuole della Marina Militare.
Nel 2000 è stato inaugurato il porto turistico di Ancona, denominato "Marina Dorica", con 2300 posti barca.

## Descrizione

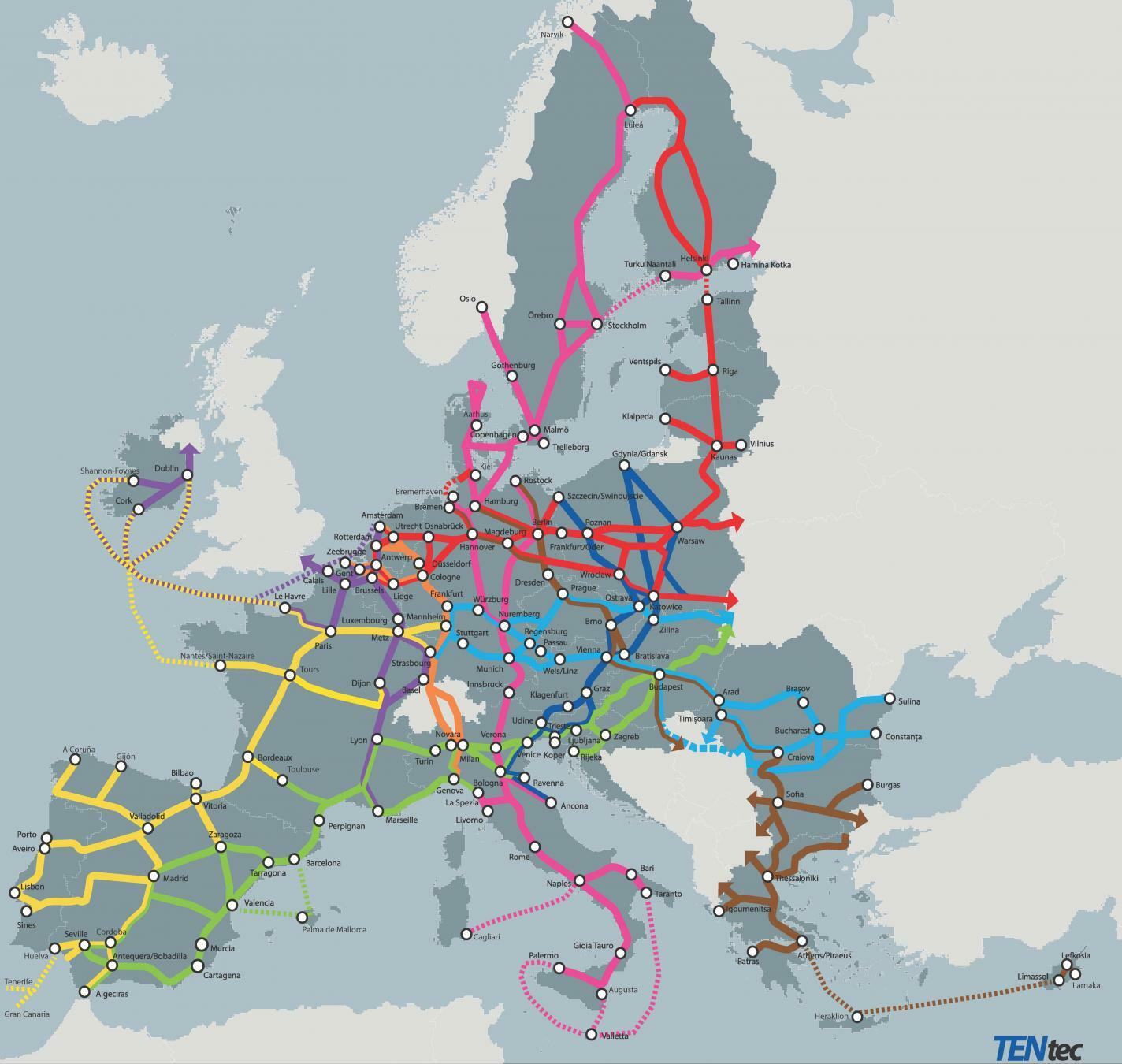
I corridoi di trasporto transeuropei. Quello di Ancona è "porto principale" (core port) dei seguenti corridoi:
corridoio Scandinavo-Mediterraneo
corridoio Baltico-Adriatico

corridoio Scandinavo-Mediterraneo
     corridoio Baltico-Adriatico

### Il ruolo del porto in Italia e in Europa
Grazie alla sua posizione geografica al centro della costa adriatica, quello di Ancona è il primo porto europeo per traffico di traghetti "ro/pax" diretti in Grecia, e la rotta Ancona-Igoumenitsa-Patrasso è diventata negli anni la principale direttrice tra la Grecia e l'Europa centrale e occidentale; sono inoltre attivi collegamenti navali con la Croazia, il Montenegro e l'Albania. Da ciò deriva il ruolo chiave di Ancona nell'Euroregione Adriatico Ionica, il cui forum intergovernativo ("Iniziativa Adriatico Ionica") ha sede in città. Conseguentemente, il porto di Ancona svolge un ruolo significativo in tre contesti europei:
- porti strategici dell'Unione: è uno dei 83 scali strategici continentali identificati dalla Commissione europea[8];
- corridoi delle reti transeuropee dei trasporti: è uno dei terminali ("core port" o "porto principale") del corridoio Scandinavo-Mediterraneo e del corridoio Baltico-Adriatico[9];
- autostrade del mare europee: è, con quello di Trieste, un terminale della rotta Italia-Grecia, affidata alla Minoan Lines; l'espressione "autostrade del mare" indica un servizio di trasporto marittimo alternativo alla viabilità ordinaria su strada, che l'Unione Europea ha ideato con lo scopo di realizzare risparmio energetico e riduzione dell'inquinamento rispetto alle reti di trasporto terrestri[10].

Per quanto riguarda il ruolo del porto in Italia, il porto di Ancona è ai primi posti in tre settori: quello del flusso internazionale di passeggeri, quello della pesca e quello dei cantieri navali. Nel settore del traffico mercantile si trova invece al 16º posto in Italia, anche se tra i primi in Adriatico.
Nel suo complesso, il porto di Ancona è considerato la più grande industria delle Marche, con più di 6.000 lavoratori complessivi, tra cui:
- 500 circa nelle pubbliche amministrazioni direttamente competenti sulle attività portuali;
- 3.000 circa nei cinque cantieri navali;
- 1.700 circa addetti al traffico passeggeri e merci (portuali, gruisti, terminalisti, spedizionieri, addetti delle agenzie marittime, dei pubblici esercizi, delle attività commerciali)
- 50 circa nei servizi tecnico-nautici (piloti, ormeggiatori, addetti ai rimorchiatori).
- 200 circa nella nautica da diporto;
- 800 circa nella pesca commerciale.

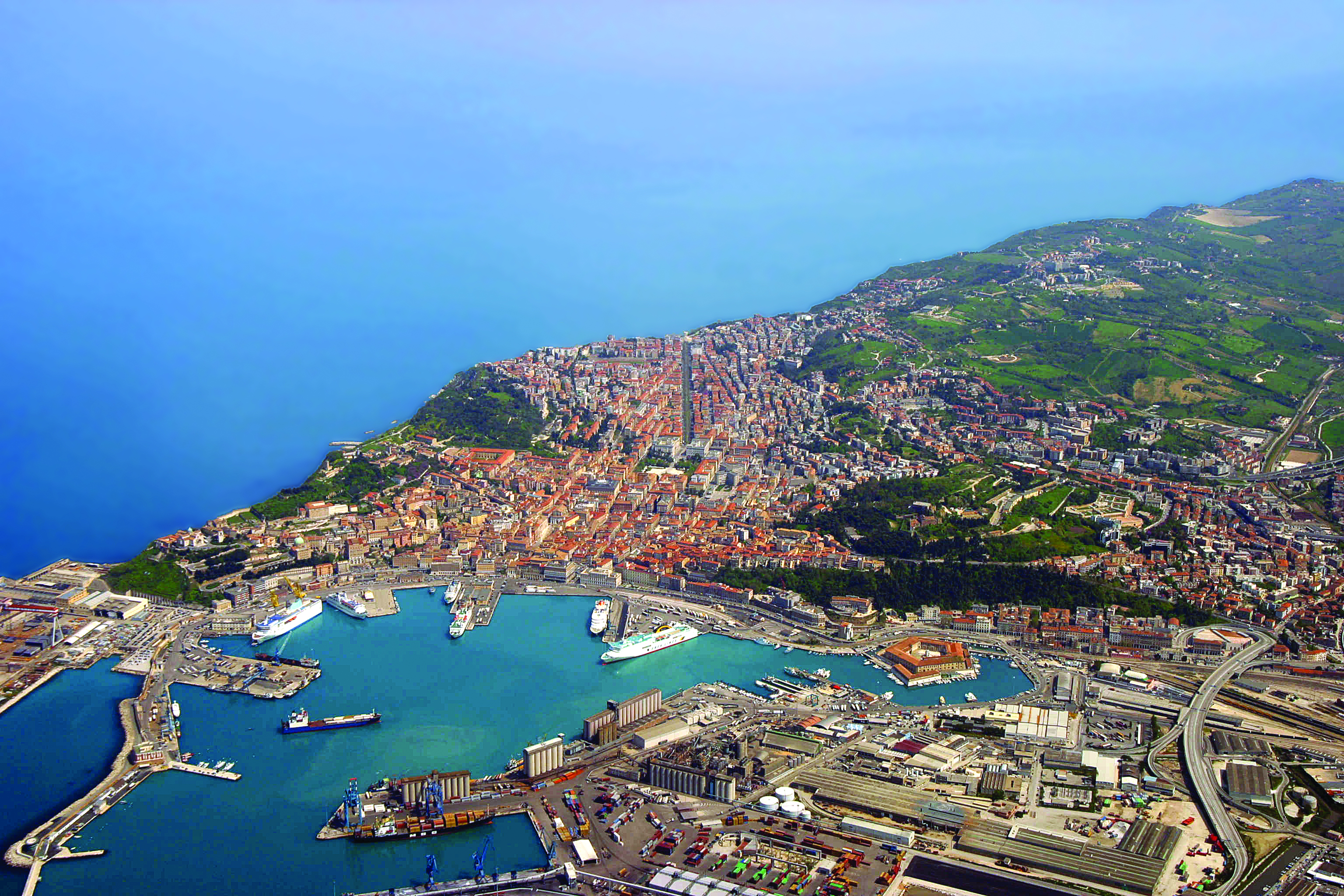
Veduta aerea della parte più interna del porto - a destra, in basso, la zona industriale e la strada sopraelevata di accesso SS 681. Al Molo Sud sono ancora presenti i silos granari, abbattuti tra il 2011 e il 2019
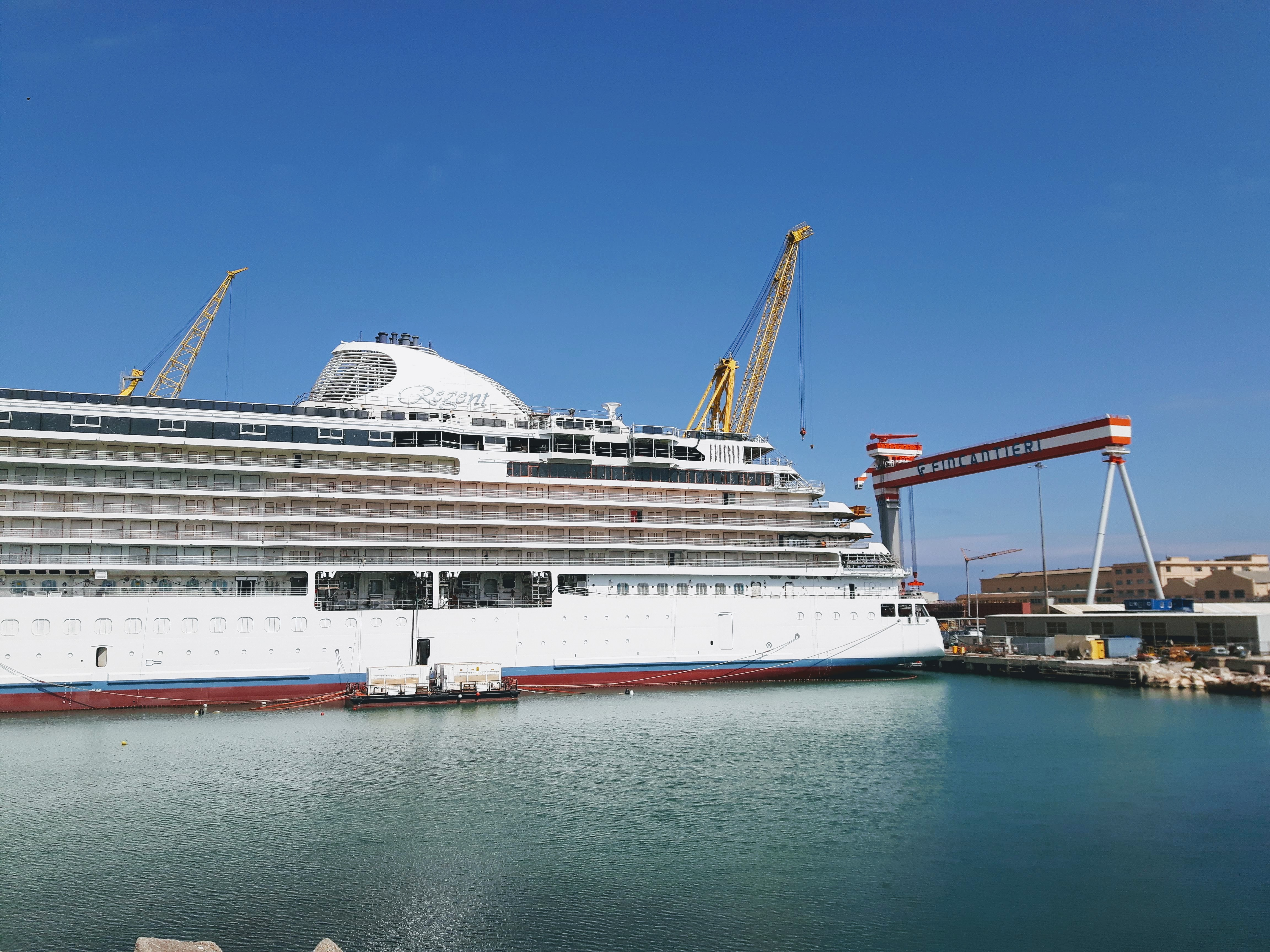
Nave “Seven Seas Grandeur” della compagnia Regent Seven Seas, in allestimento allo stabilimento Fincantieri (2022). Ha 55.000 tonnellate di stazza lorda, una lunghezza di 223 metri e può ospitare 750 passeggeri. Sullo sfondo, la gru a cavalletto del cantiere.
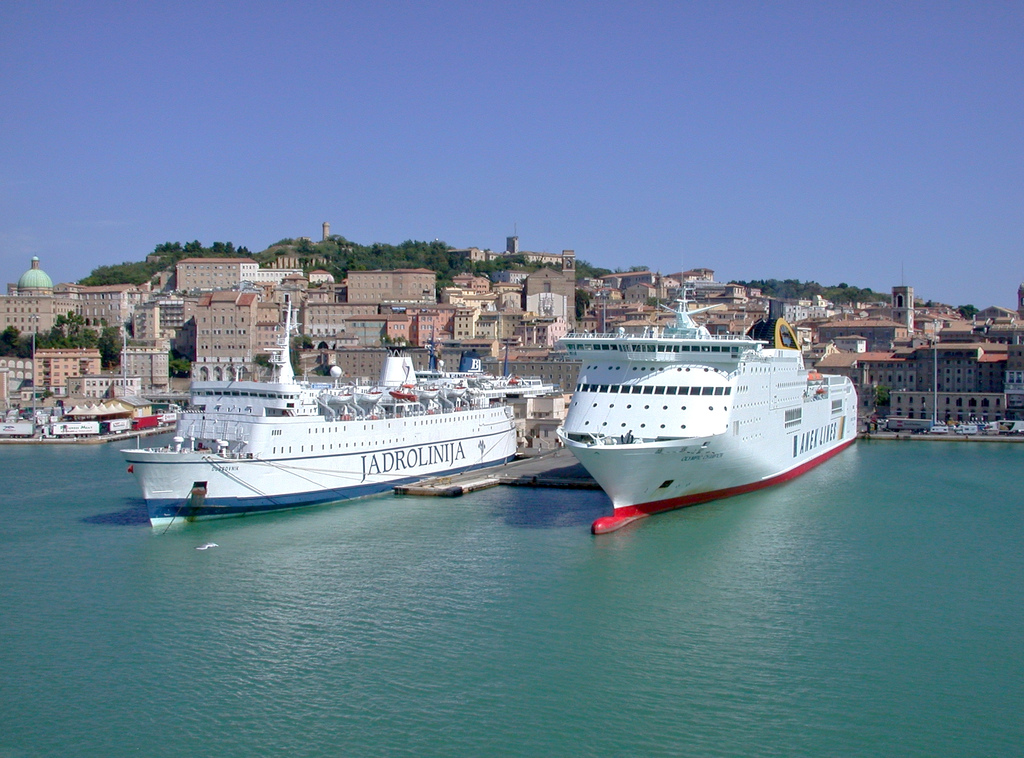
Traghetti per la Croazia e per la Grecia al Molo Santa Maria. Nel punto più alto della collina retrostante, il faro vecchio.
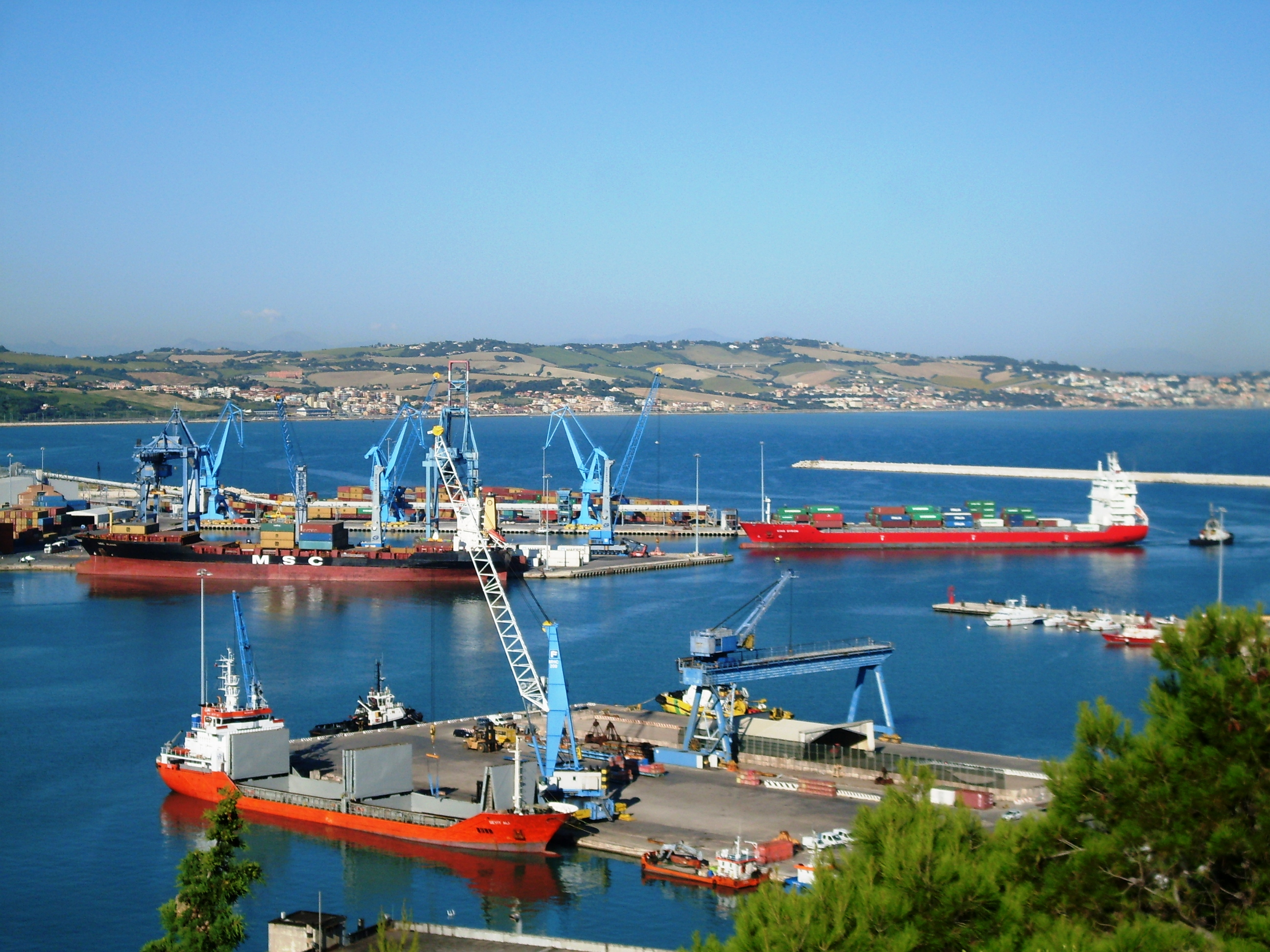
Mercantili tra il molo Sud e il molo Luigi Rizzo, prima che fosse escluso dal traffico merci e riservato ai rimorchiatori e a manifestazioni e spettacoli (2013).

### Traffico internazionale di passeggeri
Per il traffico internazionale, ossia diretto verso porti esteri, il porto di Ancona è al primo posto in Italia per traghetti, al secondo posto se si comprende anche il traffico crocieristico; ciò riguarda sia il numero di vetture imbarcate, sia il numero di passeggeri, con una media di circa 1,5 milioni di passeggeri e 200.000 TIR ogni anno. Le destinazioni dei traghetti sono: Zara e Spalato (Croazia), Antivari (Montenegro), Durazzo (Albania), Igoumenitsa, Patrasso e Corfù (Grecia). I traghetti sono del tipo "ro/pax", sigla che indica le navi di notevoli dimensioni che effettuano trasporto combinato di passeggeri, auto e merci trasportate su mezzi pesanti; i veicoli entrano a bordo tramite rampe d'accesso.
Ha sede ad Ancona la compagnia di navigazione Adria Ferries, che offre un servizio traghetti da Ancona e Bari sino al porto albanese di Durazzo e al porto montenegrino di Antivari.
I dettagli sulle destinazioni sono elencate nella tabella sottostante:
| Destinazione                               | Compagnia                                         | Frequenza                                | Nave                                                                             | Tempo di percorrenza |
| ------------------------------------------ | ------------------------------------------------- | ---------------------------------------- | -------------------------------------------------------------------------------- | -------------------- |
| Durazzo (Durrës)                           | Adria Ferries                                     | 3 itinerari settim.                      | AF Mia - AF Marina                                                               | 16 ore               |
| Spalato (Split)                            | Jadrolinija SNAV (stagionale)                     | 3 itinerari settim. 8 itinerari settim.  | Marko Polo MSC Aurelia                                                           | 8-11 ore 11 ore      |
| Cittavecchia di Lesina (Stari Grad - Hvar) | SNAV                                              | sospeso                                  | -                                                                                | 6:45 ore             |
| Zara (Zadar)                               | Jadrolinija                                       | 3 itinerari settim.                      | Marko Polo                                                                       | 8 ore                |
| Igoumenitsa (Īgoumenítsa)                  | Anek Lines - Superfast Ferries Minoan Grimaldi    | 7 itinerari settim.                      | Superfast III - Superfast XI - Blue Galaxy - Hellenic Spirit Florencia - Venezia | 18 ore 20:30 ore     |
| Patrasso (Pátra)                           | Anek Lines - Superfast Ferries                    | 6 itinerari settim.                      | Superfast III - Superfast XI - Blue Galaxy - Hellenic Spirit                     | 24 ore               |
| Corfù (Kérkyra)                            | Anek Lines - Superfast Ferries \| Minoan Grimaldi | 1 itinerario settim. 2 itinerari settim. | Superfast III - Superfast XI - Hellenic Spirit Florencia - Venezia               | 18:30 ore 19:30 ore  |
| Antivari (Bar)                             | Adria Ferries                                     | 2 itinerari settim.                      | AF Mia                                                                           | 13 ore               |
| Cesme (Çeşme)                              | Marmara-Lines                                     | sospeso                                  | -                                                                                | 72 ore               |

La biglietteria marittima era storicamente localizzata nei pressi delle banchine d'imbarco, nell'edificio ora sede dell'Autorità di sistema portuale del medio Adriatico, al molo S. Maria. Per poterla dotare di un ampio parcheggio, è stata spostata da diversi anni in via Einaudi, a 1,4 km dai punti di partenza dei traghetti, raggiungibili comunque in pochi minuti attraverso gli autobus della linea 20, che effettuano servizio gratuito. L'autorità portuale ha emanato nel 2024 un avviso relativo alla costruzione di una nuova biglietteria marittima, da realizzarsi nell'area dell'ex quartiere fieristico.

### Pesca

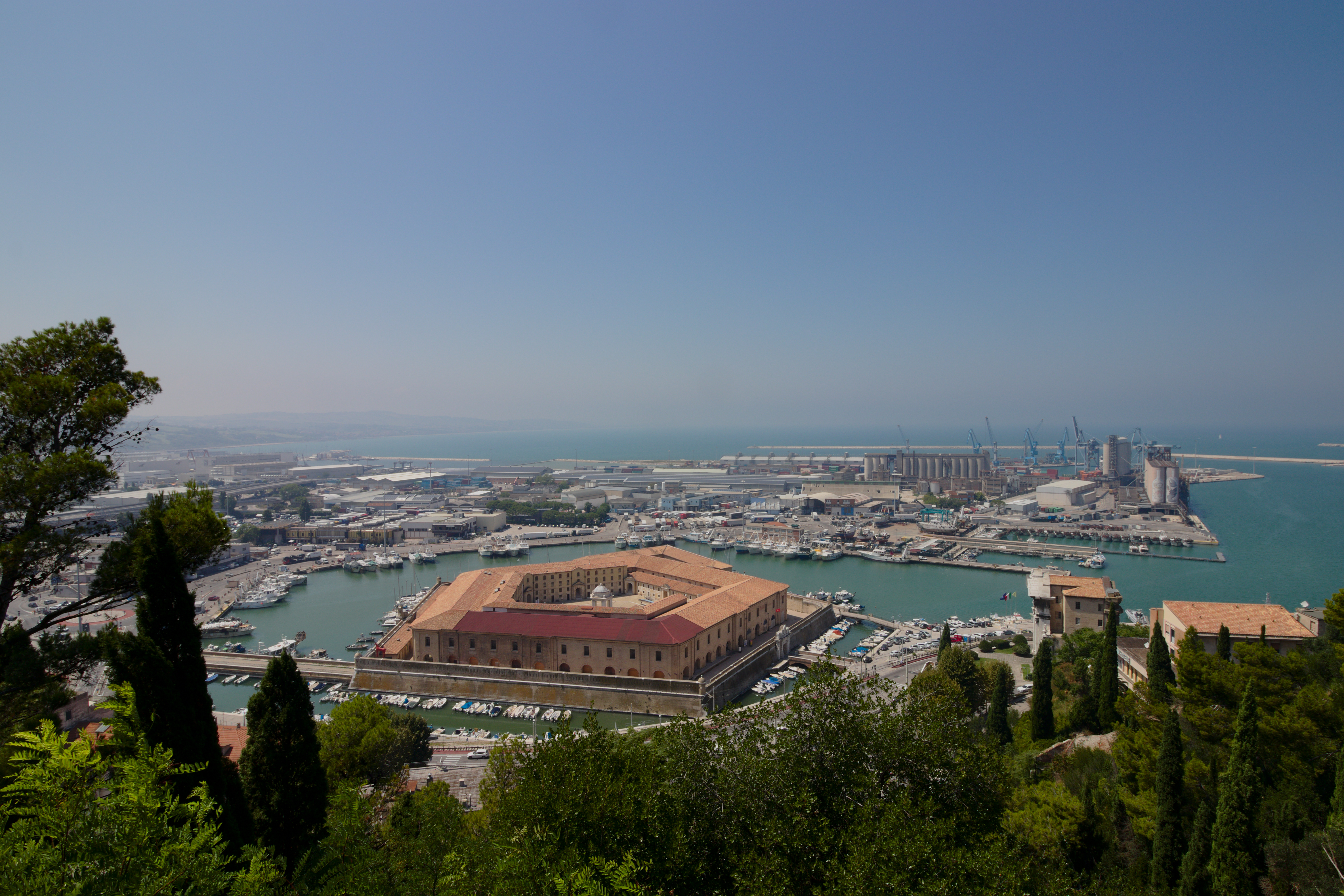
Il porto peschereccio, nel canale del mandracchio, intorno al Lazzaretto. Sullo sfondo, la zona industriale del porto di Ancona (ZIPA).

Le attività pescherecce del porto dorico hanno una rilevanza nazionale: per tonnellate di stazza lorda, Ancona è al terzo posto in Italia e al secondo in Adriatico; nello stesso tempo è solo al sesto posto per numero di imbarcazioni, perché i suoi pescherecci sono di dimensioni maggiori rispetto a quelli delle altre flotte pescherecce italiane. Anche per il volume di pesce sbarcato, il porto di Ancona è il terzo in Italia e il secondo in Adriatico.
La flotta peschereccia di Ancona è composta da circa 130 motopescherecci che praticano la pesca a strascico e volante, 50 che praticano la pesca delle vongole e altri 30 che praticano la piccola pesca; i marinai imbarcati si aggirano intorno alle 800 unità.
I mercati ittici di Ancona hanno un fatturato annuo di 10 milioni di euro, che li colloca al secondo posto nell'Adriatico e al sesto posto in ambito nazionale; danno lavoro a circa 1000 persone, compreso l'indotto. La commercializzazione del pescato è gestita da una rete di grossisti, dettaglianti, ambulanti e pescherie che fa capo ai due mercati ittici presenti nel porto dorico, ovvero il Mer.it.an e quello gestito dal Consorzio Pesca Ancona.
La zona peschereccia del porto di Ancona, denominata mandracchio, è attrezzata con tre scali di alaggio, un pontile, un magazzino per le forniture ai pescherecci, tre gru per il sollevamento dei pescherecci, quattro carrelli elevatori per lo sbarco del pescato, tre officine meccaniche, distributori di benzina e di gasolio, due impianti per la fornitura di ghiaccio con produzione giornaliera di 200 quintali e congelatori per la conservazione del pesce. L'approvvigionamento idrico avviene per mezzo di cinque colonnine erogatrici.
Le specie ittiche più pescate sono le seppie e i calamari tra i molluschi, i merluzzi, le triglie, gli sgombri, le sogliole e le rane pescatrici tra i pesci, gli scampi e le pannocchie tra i crostacei.
Per quanto riguarda i sistemi di pesca, lo strascico ha conosciuto il massimo sviluppo negli anni sessanta e settanta, mentre quella con la draga idraulica negli anni ottanta. Attualmente i sistemi più utilizzati sono ancora la pesca a strascico (compresa la sciabica) e quella con la draga idraulica, a cui si aggiungono la circuizione, la pesca volante e la piccola pesca, che comprende tra l'altro la raccolta dei mitili, detti localmente móscioli.
Nei pressi del mandracchio è situato uno dei quattro centri nazionali di ricerca sulla pesca: l'Istituto per le risorse biologiche e le biotecnologie marine, organo del CNR. La sede del CNR di Ancona fu fondata nel 1968 come Laboratorio di Tecnologia della Pesca, poi divenuto Istituto Ricerche sulla Pesca Marittima (IRPEM). Nel 2001 diventò sede secondaria dell'Istituto di Scienze Marine del CNR (ISMAR), per poi entrare nell'Istituto per le risorse biologiche e le biotecnologie marine (IRBIM). L'istituto studia gli organismi marini, gli ecosistemi e la biodiversità dei mari; tra i suoi scopi c'è il supporto allo sviluppo della pesca sostenibile.

#### Storia della pesca ad Ancona

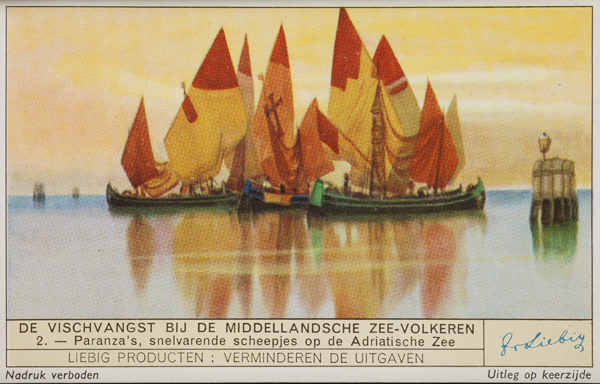
Paranze adriatiche (figurina Liebig - serie belga 1404 "La pesca tra i popoli del Mediterraneo")

Quando Ancona era un villaggio piceno e quando la sua area portuale diventò un emporio greco, l'attività della pesca era praticata intensamente, come testimoniano i resti faunistici marini rinvenuti accanto alle abitazioni e gli attrezzi ritrovati, ad esempio nella "tomba del pescatore", che conteneva anche utensili atti alla costruzione di piccole imbarcazioni. Nel I secolo d.C. Giovenale ha lasciato testimonianza della pesca anconetana in età romana.
Negli anni quaranta del Novecento la marineria locale era principalmente costituita da paranze e lance. Le paranze sono barche in legno, a vela, di circa 20-50 tonnellate, utilizzate per il piccolo cabotaggio, ma soprattutto, a coppie, per la pesca con la rete a strascico. Le lance invece sono piccole imbarcazioni a remi usate per la pesca sotto costa. Sia sulle paranze, sia sulle lance, si utilizzavano reti a tramaglio, nasse, palangari e lenze. La pesca, in quegli anni, era un'attività economica di integrazione del reddito, praticata saltuariamente da agricoltori, carrettieri e facchini del porto, nei periodi in cui c'era abbondanza di pesce. Molto diffusi erano i trabocchi, detti localmente "pesche al quadro", costruiti sugli scogli naturali del Passetto o sui moli frangiflutto del porto.
Subito dopo la Seconda guerra mondiale, con l'introduzione dei motopescherecci, la pesca è diventata un'attività economica principale. Molti motopescherecci di Civitanova Marche e di Porto Recanati erano troppo grandi per i porti d'origine; i loro proprietari e i loro equipaggi si trasferirono così ad Ancona con le proprie imbarcazioni e costituiscono ancora una componente fondamentale della marineria dorica.

#### Fiera Internazionale della Pesca

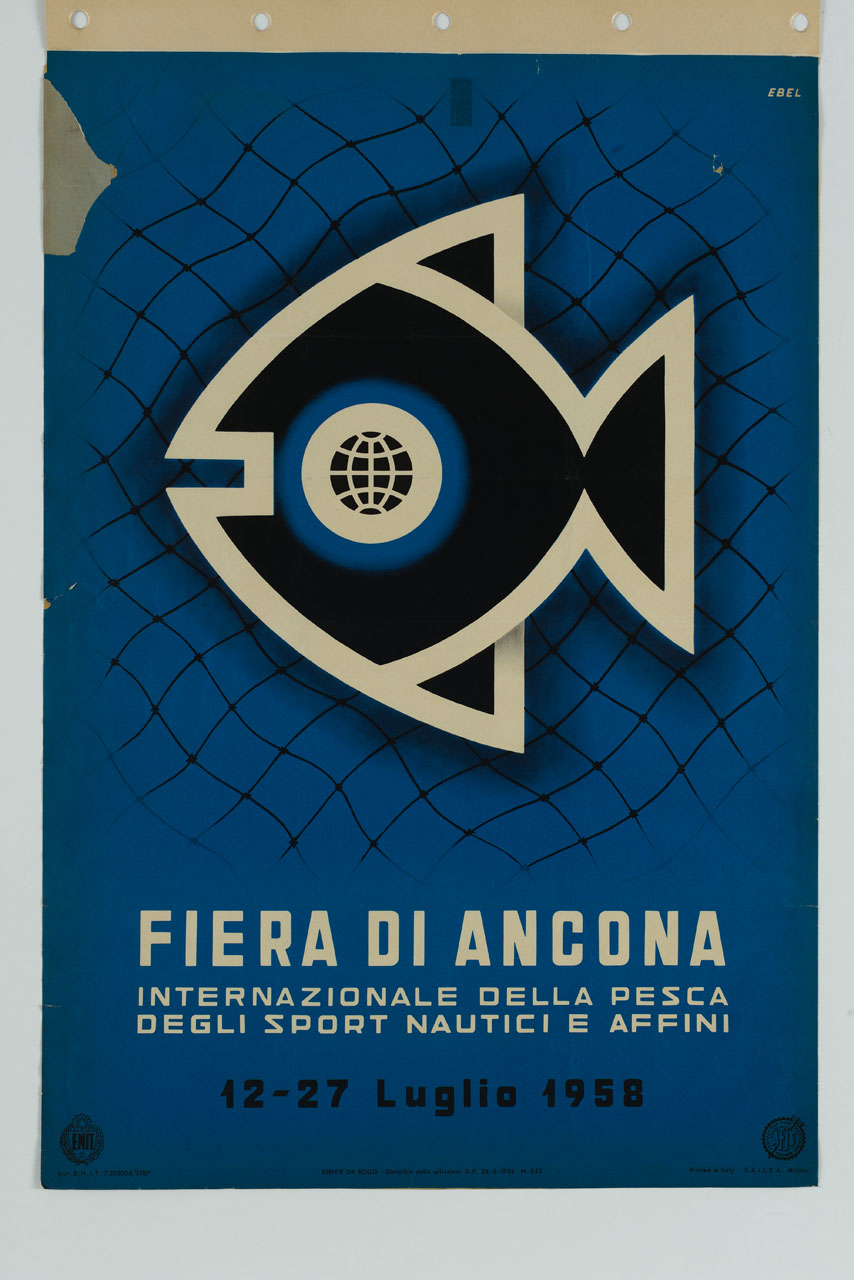
Manifesto dell'edizione del 1958 della Fiera Internazionale della Pesca

Sin dal 1933 si teneva nel porto di Ancona la "Fiera Adriatica della Pesca", che diventò nel 1935 "Fiera nazionale mercato della pesca" e nel 1954 "Fiera Internazionale della Pesca e degli Sport Nautici"; l'Ente autonomo Fiera della Pesca venne istituito nel 1936. Nel 1939, ultima edizione prima dello scoppio della guerra, ebbe mezzo milione di visitatori provenienti da vari paesi: ormai la manifestazione aveva una rilevanza internazionale. La Fiera della Pesca presentava le ultime novità nel campo della cantieristica, delle attrezzature di bordo, della trasformazione del pescato, dell'acquacoltura. Durante la Seconda guerra mondiale il quartiere fieristico fu interamente distrutto a causa dei bombardamenti che colpirono la città; ricostruito in breve tempo, venne inaugurato nel 1948 alla presenza del Presidente della Repubblica Luigi Einaudi.
Dal 1952 al 1962, l'arena del quartiere fieristico ospitò il "Festival Adriatico della Canzone".
Nel 1981 il quartiere fieristico fu rinnovato e portato a 12 000 m² di superficie espositiva, con due padiglioni ed un centro congressi, in cui si tenevano circa 250 convegni annui. Nel 2012 si tenne la 72ª edizione, dedicata alla promozione della sostenibilità ambientale della pesca e inaugurata dal sindaco Fiorello Gramillano, dal presidente della regione Gian Mario Spacca, dal ministro delle Politiche agricole alimentari Mario Catania e dal commissario europeo per la pesca e gli affari marittimi Maria Damanakī. Nel 2013, per decisione della giunta della regione Marche, la Fiera Internazionale della Pesca venne soppressa, dopo ottant'anni di attività; i suoi padiglioni furono demoliti nell'anno successivo.
Eredità della Fiera si può considerare l'istituzione nel 1990 del corso di laurea magistrale in Biologia marina dell'Università di Ancona: sin dal 1954, infatti, l'ente fiera aveva attivamente promosso il progetto di istituire in città una facoltà universitaria della pesca, idea poi ripresa nel 1969 dalla legge sulla pesca, che intende promuovere l'istituzione di insegnamenti relativi all’attività ittica negli atenei e negli istituti superiori. Anche l'attuale Istituto per le risorse biologiche e le biotecnologie marine, organo del CNR, con sede nel quartiere fieristico, può essere considerato un'eredità della Fiera della Pesca: fin dal 1949, infatti, il consiglio generale della Fiera aveva sostenuto l’opportunità di allestire ad Ancona un "Osservatorio di biologia marina", obiettivo raggiunto nel 1968 con l'istituzione del "Laboratorio di tecnologia della pesca" gestito dal Consiglio Nazionale delle Ricerche.

### Traffico merci
Per le merci in container lo scalo dorico è al quarto posto tra i porti italiani dell'Adriatico e al sesto comprendendo anche quelli sloveni e croati. Un quarto delle attività di importazione ed esportazione tra la Grecia e l'Europa transita per il porto di Ancona. Le destinazioni commerciali più frequenti sono: Il Pireo e Salonicco (Grecia), Smirne, Istanbul e Mersina (Turchia), Limassol (Cipro), Beirut (Libano), Porto Said e Suez (Egitto).
La realizzazione delle banchine 26, 27, 28 e 29, dedicate alle merci e con un fondale di 14 metri, rende il porto di Ancona, insieme a quello di Trieste, l'unico porto dell'Adriatico con queste caratteristiche. Nel 2024 sono in corso i lavori di realizzazione della banchina 27.

### Cantieri navali

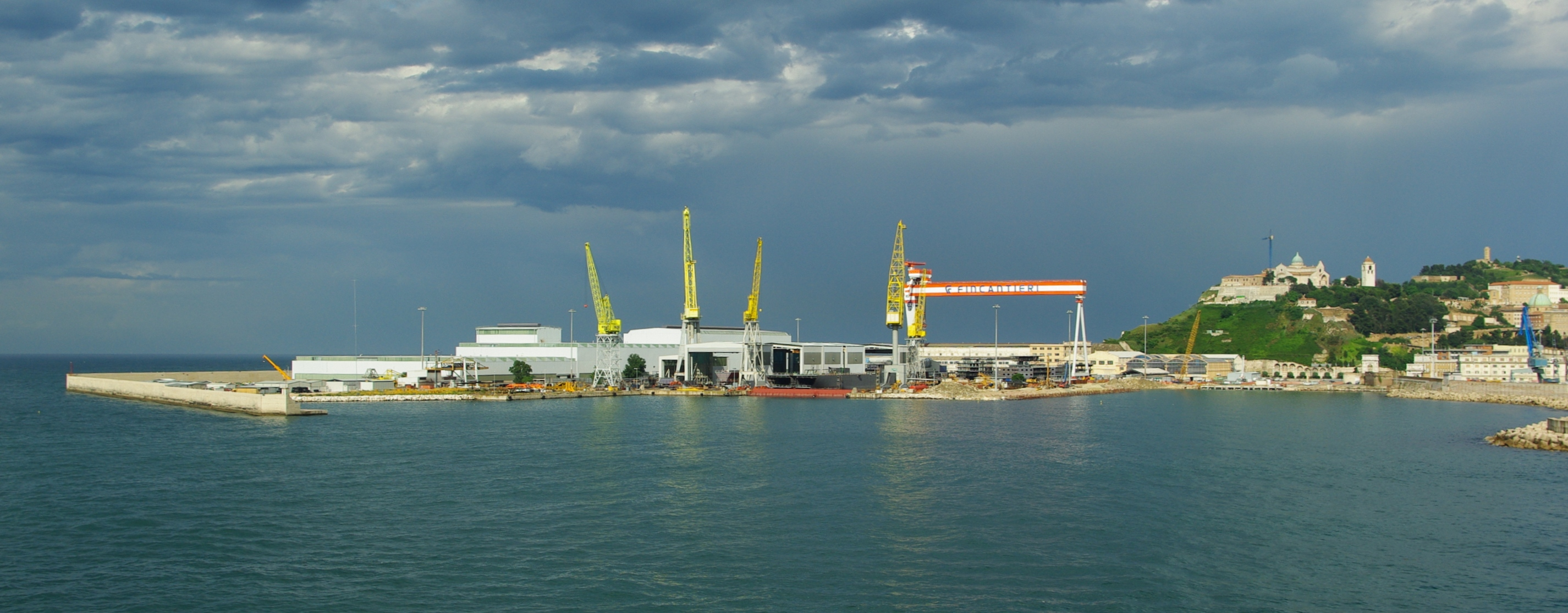
Lo stabilimento di Ancona della Fincantieri

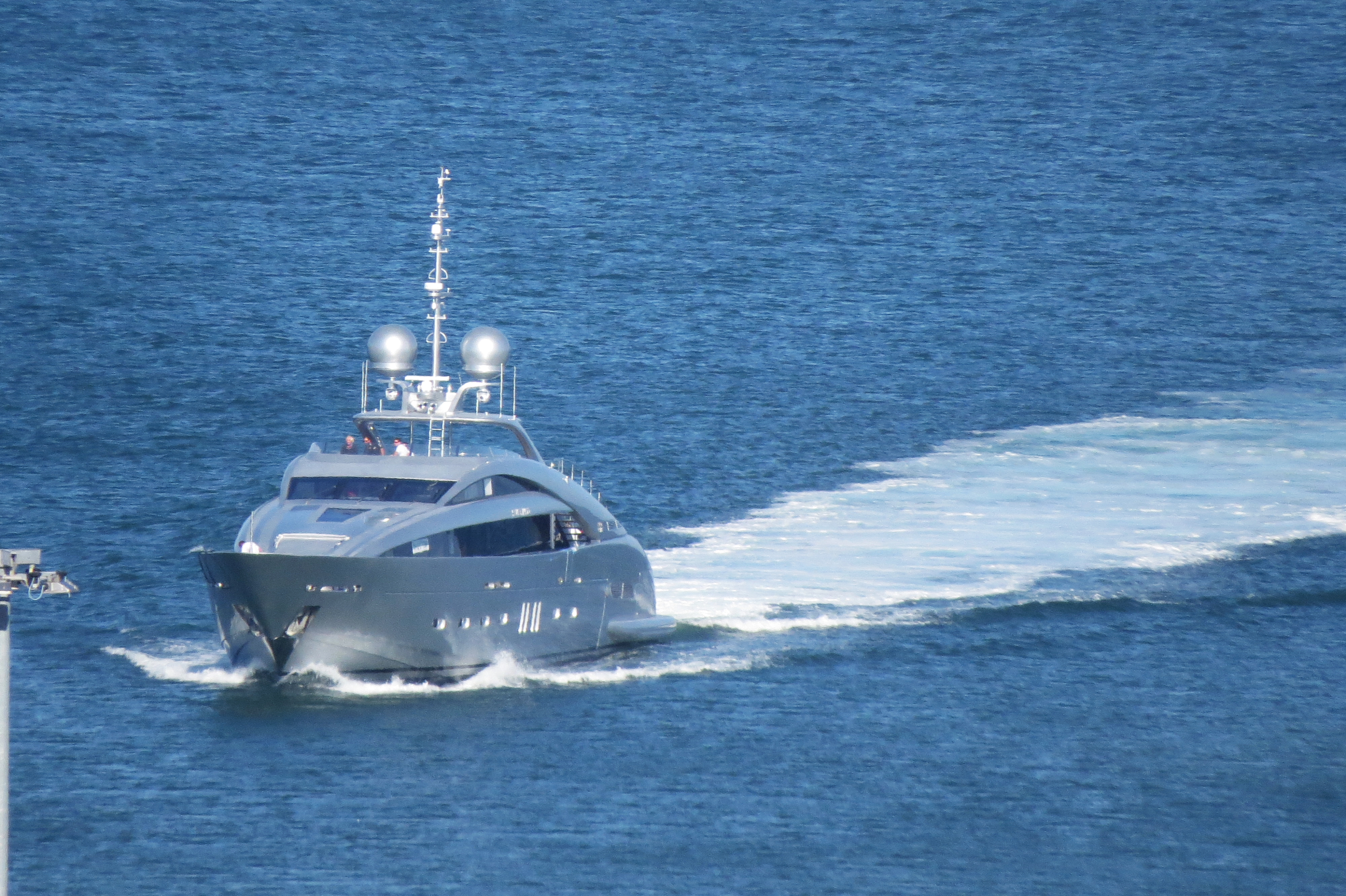
Il panfilo "Silver Wind", varato ad Ancona dal cantiere ISA Yachts

Nel porto di Ancona sono presenti i cinque seguenti cantieri navali, che per qualità e fatturato sono tutti di un'importanza che esula dai confini nazionali.
- Fincantieri - stabilimento di Ancona. È l'erede della tradizione cantieristica della città, che si fa risalire all'epoca dell'imperatore Traiano e che ebbe un periodo di splendore nel Medioevo, quando era l'arsenale della Repubblica di Ancona. Dal 1906 il cantiere navale di Ancona costituì, insieme ai cantieri della Spezia e di Palermo, la società Cantieri Navali Riuniti; dal 1984 fa parte della Fincantieri, il più importante gruppo navale d'Europa[97] e il quarto a livello internazionale (2014)[98]. Nei momenti di massima produzione lavorano alla Fincantieri di Ancona fino a quattromila operai, quasi tutti di ditte esterne; gli operai interni sono circa duecento[99]. Nel 2023 è stato approvato un piano di ampliamento della sede Fincantieri di Ancona, per un importo di 80 milioni di euro (metà a carico dell'azienda e metà finanziate dal Ministero delle infrastrutture): è prevista la realizzazione di una nuova banchina di allestimento e l'allungamento del bacino di carenaggio[100].
- C.R.N. (Costruzioni e Riparazioni Navali). Fondato nel 1963 dall'imprenditore Sanzio Nicolini, nel 1999 è entrato a far parte del Gruppo Ferretti e nel 2004 ha assorbito il Cantiere navale Mario Morini. È specializzato nella costruzione di superyacht.
- Isa Yachts. Fondato nel maggio del 2001 da Marcello Maggi e un gruppo di imprenditori anconetani. Dal 2006 entrato a far parte del Gruppo Palumbo. Come il precedente, è specializzato nella costruzione di superyacht. Il gruppo Palumbo, del quale fa parte il cantiere di Ancona, nel 2023 è giunto ad occupare il 12º posto nella classifica annuale mondiale dei più grandi costruttori di panfili[101].
- Cantiere Delle Marche. Fondato nel 2010 dagli imprenditori Ennio Cecchini, Gabriele Virgili, e Vasco Buonpensiere. Anch'esso è specializzato nella costruzione di mega-panfili. Nel 2023 è giunto ad occupare il 19º posto nella classifica annuale mondiale dei più grandi costruttori di panfili[101].
- C.P.N. (Costruzioni Progettazioni Navali). Fondato nel 1999, è specializzato nella costruzione di rimorchiatori, pescherecci e navi speciali da lavoro[102].

### Crociere
Dall'estate 2005 anche alcune navi da crociera fanno scalo nel porto di Ancona. Il traffico crocieristico ha portato, nel 2024, 56 arrivi, per un totale di più di 87.000 passeggeri, mentre nel 2019, ultima stagione pre-pandemia, erano circa 100 mila. Molti crocieristi visitano la città durante la sosta o prima dell'imbarco.
Nel 2021 la MSC Crociere ha fatto richiesta di concessione per la realizzazione di un terminale crocieristico al molo Clementino, che verrebbe ampliato e banchinato anche nel lato nord, e per l'utilizzo di un'area di circa 3.630 metri quadrati alla banchina 15. Il mondo politico ed associativo della città si divide sull'opportunità di accettare la proposta relativa al molo Clementino, per i problemi ambientali e di rispetto dell'area monumentale che potrebbero derivarne.

### Ruolo del porto nella Marina Militare

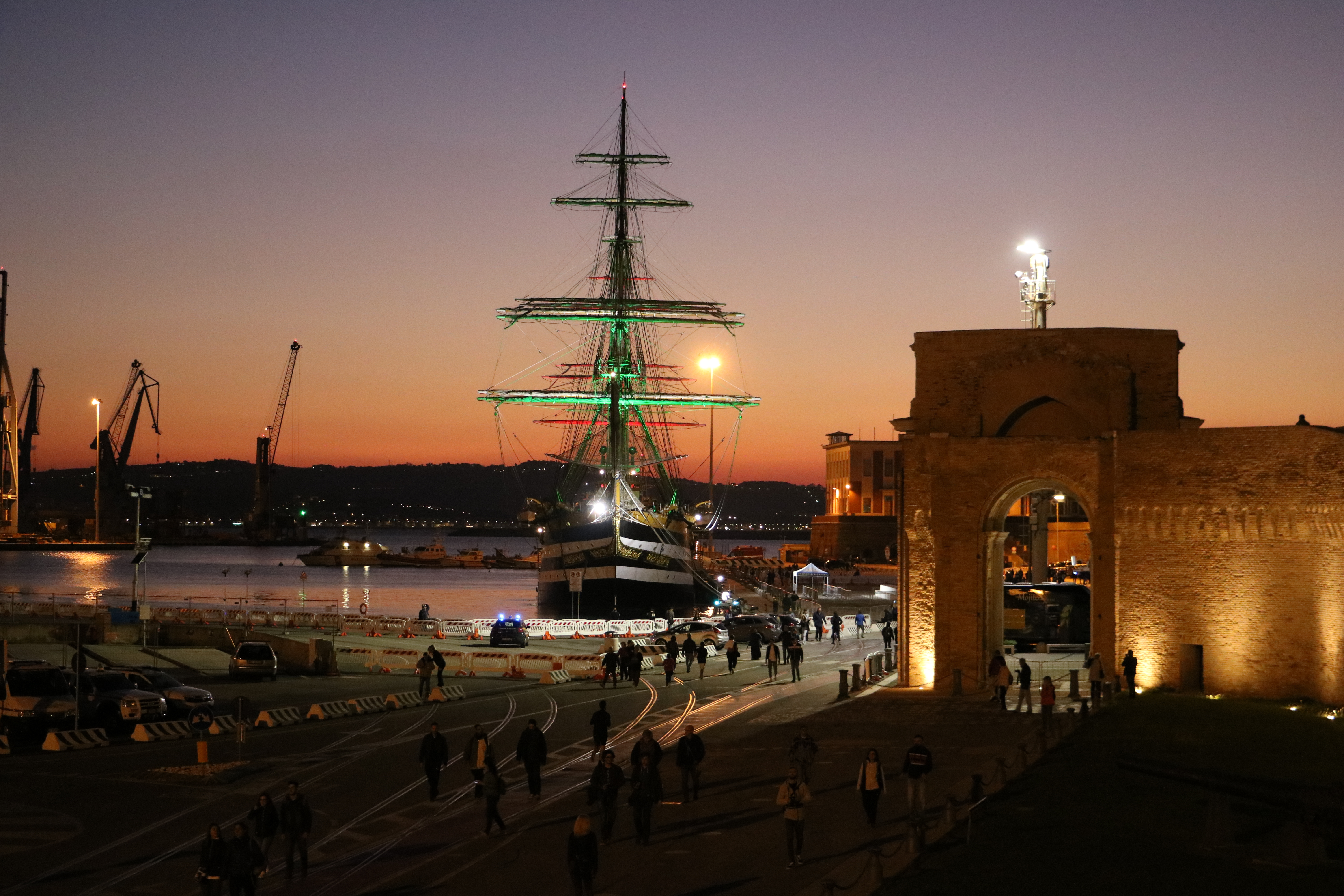
La nave-scuola Amerigo Vespucci alla banchina 1 del porto dorico

Il porto di Ancona nei secoli ha rivestito spesso un ruolo strategico nella compagine nazionale, testimoniato da ripetuti assedi di cui è stato teatro: nel 538 e nel 551 nel corso della Guerra greco-gotica, nel 1173 nel corso delle lotte tra i liberi comuni italiani e l'Impero, nel 1799 e nel 1815 durante le campagne d'Italia napoleoniche, nel 1849 e nel 1860 nel periodo delle guerre d'indipendenza risorgimentali.
Dal 1957 e per cinquantasei anni, Ancona fu sede del dipartimento marittimo militare dell'Adriatico. Nel 2013, nell'ambito di una generale riorganizzazione dei servizi della Marina Militare, il dipartimento dell'Adriatico fu soppresso, e la città è diventata sede del Comando scuole della Marina Militare.
Il Comando scuole è retto da un ammiraglio di squadra ed è uno dei tre comandi di vertice della Marina Militare, direttamente dipendente dal capo di stato maggiore. I suoi compiti principali sono:
- la gestione dei concorsi per il reclutamento del personale militare;
- l'istituzione, la programmazione e la gestione dei corsi di formazione per il personale militare[106].

### Porto turistico
Nel 1993 è stato appaltata la realizzazione del porto turistico di Ancona, denominato "Marina Dorica", poi inaugurato nel 2000. È gestito da un consorzio tra pubblico e privato, quest'ultimo rappresentato da vari circoli nautici cittadini; si estende nell'area sud del porto e comprende 1.320 posti barca in acqua, la maggior parte dei quali sono localizzati sui 23 pontili galleggianti laterali; dal 2011 è insignito della Bandiera Blu e dal 2019 della certificazione RINA per il sistema di gestione ambientale. Nel 2004 si è decisa la realizzazione all'interno del porto turistico di un edificio con pianta triangolare e corte centrale, in cui sono stati localizzati tutti i servizi logistici e le attività commerciali.

### Percorso pedonale nel porto antico

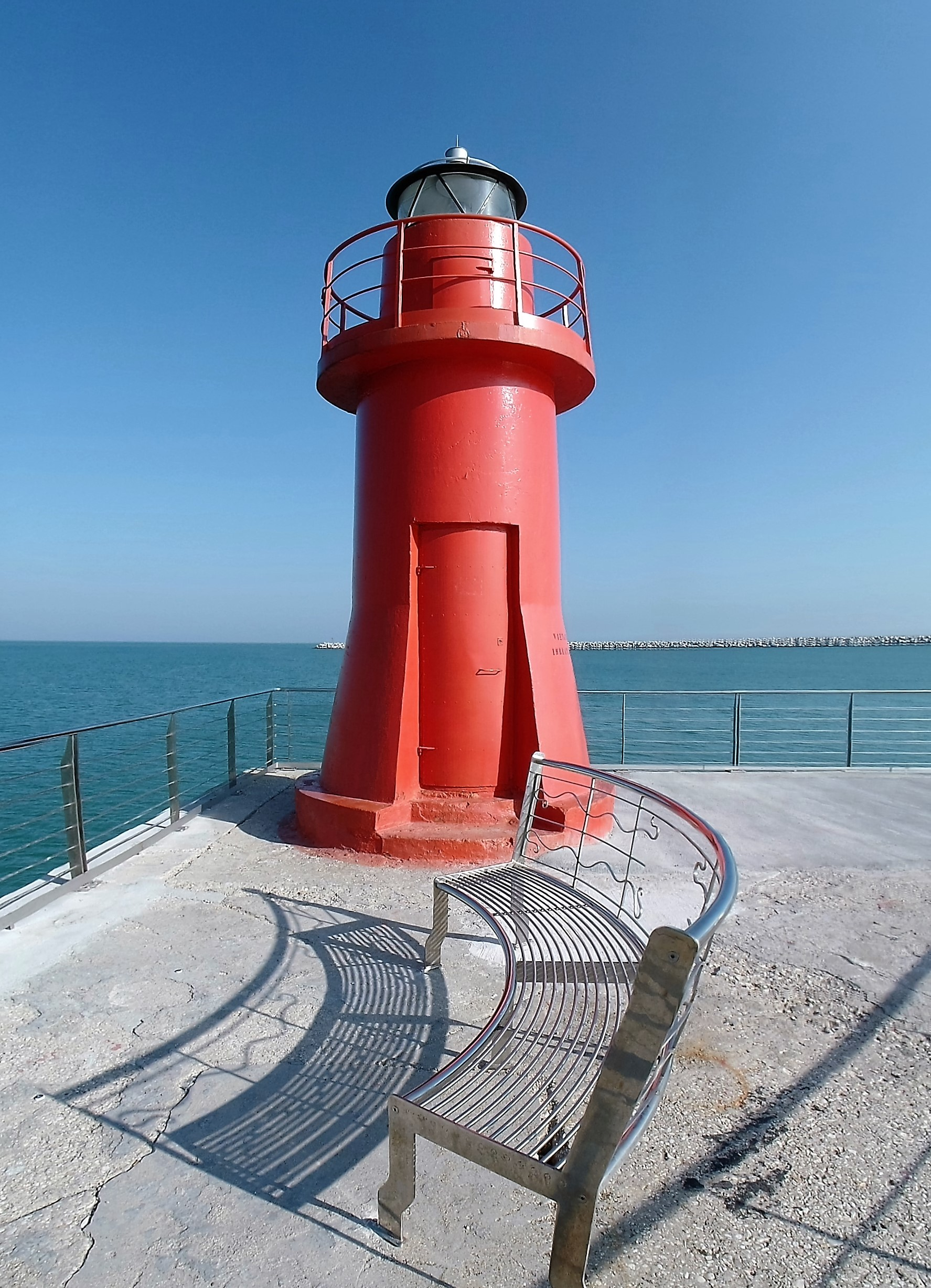
La lanterna rossa, meta di passeggiate al termine del molo nord

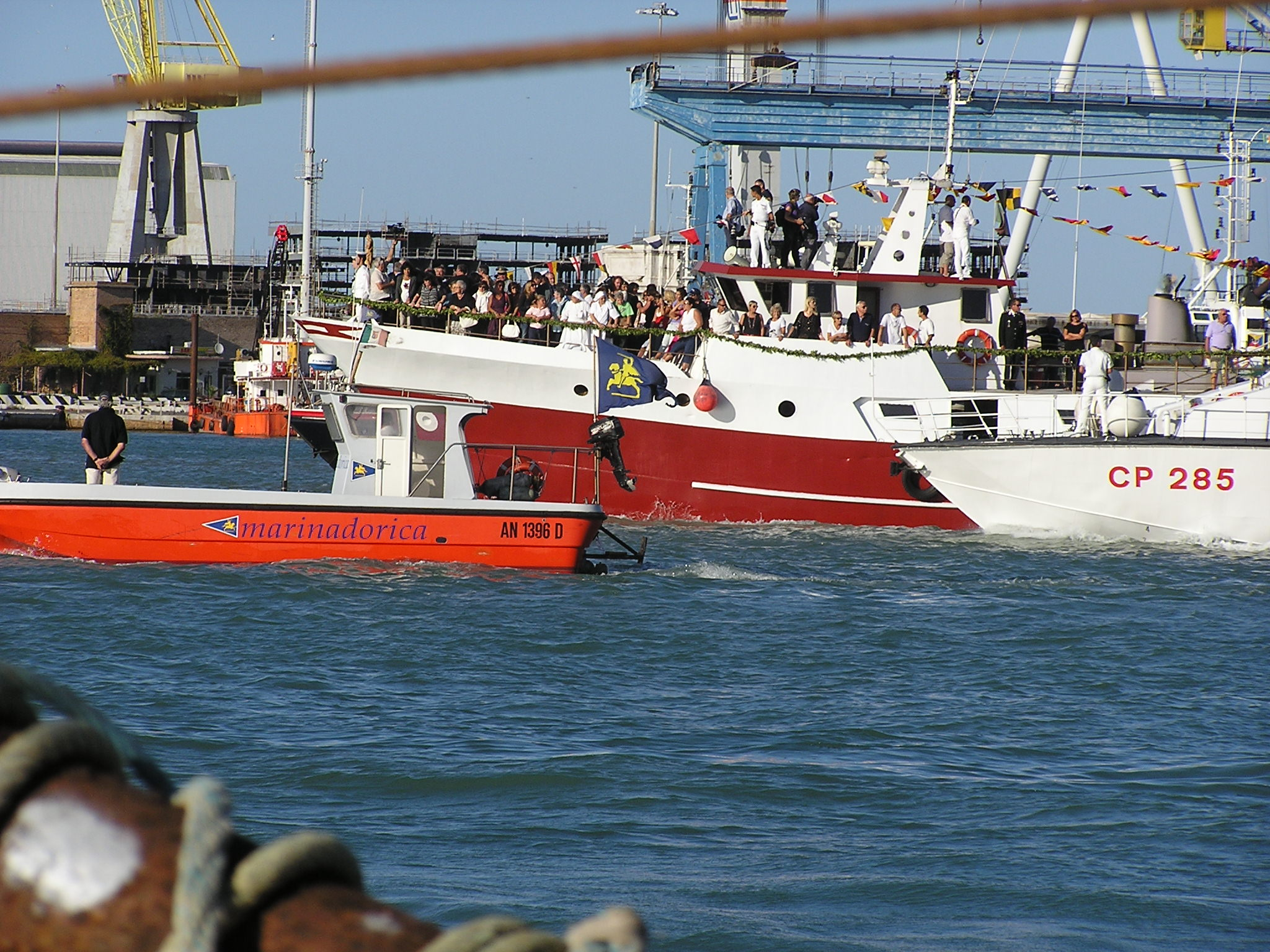
Festa del mare del 2009

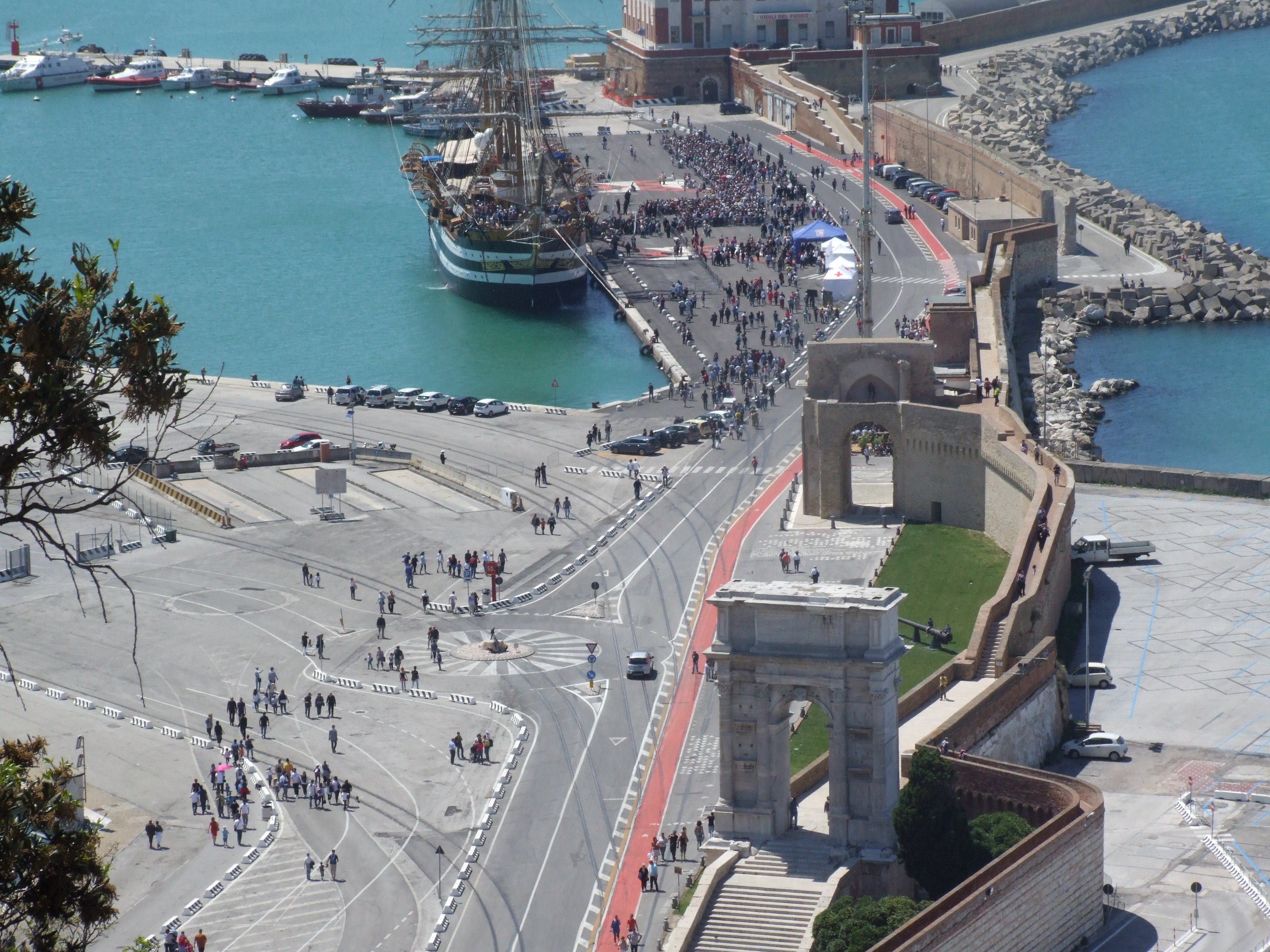
La fascia rossa che segna il percorso pedonale del porto antico

Nel luglio del 2015 è stato inaugurato un percorso pedonale che attraversa l'area più antica dello scalo dorico; inizia dallo Scalo Vittorio e termina alla Lanterna rossa; inoltre, il molo Luigi Rizzo, precedentemente adibito al traffico mercantile, è stata destinato a manifestazioni varie, aperte alla cittadinanza.
Ciò è stato possibile grazie all'abbattimento nel 2015 delle barriere doganali che si frapponevano tra città e la riva delle banchine portuali, come a lungo richiesto dal mondo dell'associazionismo cittadino. Il percorso, pedonale e ciclabile, è segnalato con una fascia rossa dipinta sul suolo, che in corrispondenza dell'Arco Clementino e dell'Arco di Traiano si affianca al testo del Mito di Ancona di Dino Garrone, scritto sul suolo. Di seguito, se ne riporta un brano.
(Dino Garrone, Mito di Ancona)
Sul molo Clementino, il percorso sfiora la Fontana dei due soli, realizzata nel 2017 dall'artista contemporaneo Enzo Cucchi, del movimento della Transavanguardia; il nome fa riferimento ad una particolarità geografica della città, ossia la possibilità di osservare il sole che sorge e tramonta sul mare. La fontana può essere attraversata dai visitatori da una parte all'altra, immergendo i piedi scalzi in un velo d'acqua che scorre. Nei pressi, due luoghi di sosta ricordano, mediante delle linee dipinte sul suolo che ne riproducono la pianta, le due gru che per decenni sono state operative sulla banchina e che poi furono rimosse nel 2015.
Al termine del Molo Nord, che si allunga per circa un chilometro nel mare, sorge la meta del percorso: la Lanterna rossa; la sua posizione particolare permette di osservare come da una nave i rioni antichi della città, che si affacciano sul porto da tre colline: il colle Guasco, sulla cui sommità sorge il Duomo, dal colle dei Cappuccini, da cui svetta il faro, e da colle di Capodimonte, dominato dalla Cittadella.
La Festa del mare di Ancona ha il suo cuore lungo le banchine del porto antico, dove si tengono manifestazioni varie e si assiste allo spettacolo pirotecnico che si specchia nelle acque del porto e che conclude la festa.

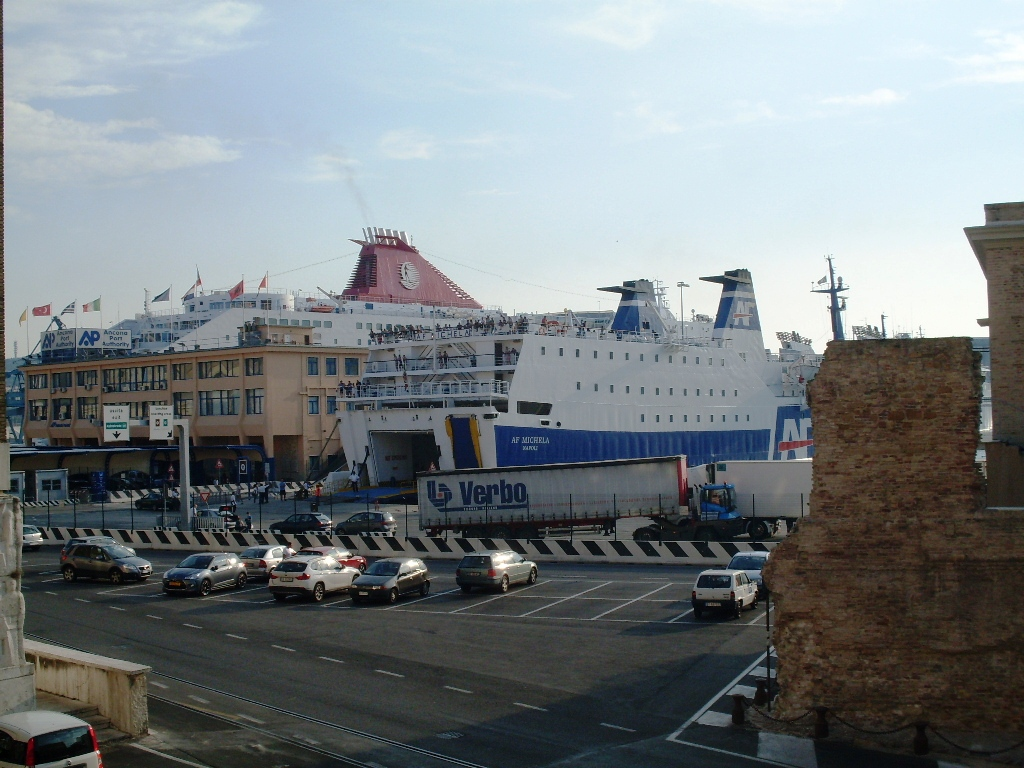
La sede dell'Autorità Portuale (ex stazione marittima) al molo Santa Maria

Alcuni tra i più importanti monumenti dell'area portuale sorgono lungo il percorso pedonale del porto antico: la facciata a mare della Loggia dei Mercanti, la portella Santa Maria, la portella Panunzi, i tratti superstiti delle mura cinquecentesce del porto, l'area archeologica del porto romano, l'Arco di Traiano, l'Arco Clementino e, infine, il basamento della lanterna settecentesca, che esplose durante l'assedio del 1860; questo episodio permise l'ingresso della flotta sarda nel porto, quindi l'annessione delle Marche e l'Umbria nel regno sabaudo e, nel giro di pochi mesi, la proclamazione del Regno d'Italia.

### Sistema portuale dell'Adriatico centrale
Il porto di Ancona è sede dell'Autorità di sistema portuale dell'Adriatico centrale, sin dall'istituzione di questi enti, nel 2016, che hanno gli scopi istituzionali di gestione e organizzazione di beni e servizi nel rispettivo ambito portuale, oltre che il ruolo strategico di indirizzo, programmazione e coordinamento del sistema dei porti della propria area.
Il sistema portuale di Ancona comprende anche i porti marchigiani di Falconara Marittima, Pesaro e San Benedetto del Tronto, e quelli abruzzesi di Pescara e Ortona. Comprende 215 km di costa che si estendono fra le Marche e l'Abruzzo.

### Banchine
Nel porto di Ancona, lungo le calate, i moli, le darsene, gli scali e il mandracchio, ci sono più di trenta banchine, adibite a varie funzioni, secondo la tabella seguente:
| molo o calata o darsena                   | banchina                                  | funzioni e sedi presenti                                           | lunghezza | fondale       | elettrificazione           |
| ----------------------------------------- | ----------------------------------------- | ------------------------------------------------------------------ | --------- | ------------- | -------------------------- |
| Molo della Lanterna (parte del Molo nord) | banchina della Lanterna                   | Corpo dei piloti del porto                                         | 200 m     | -10 m         |                            |
| Molo Clementino (parte del Molo nord)     | banchina 1                                | Nucleo nautico VV.FF. Guardia Costiera                             | 200 m     | -10 m         |                            |
| Molo Luigi Rizzo                          | banchina 2                                | servizi                                                            | 60 m      | -10 m         |                            |
| Molo Luigi Rizzo                          | banchina 3                                | rimorchiatori                                                      | 120 m     | -10 m         | elettrificata              |
| Molo Luigi Rizzo                          | banchina 4                                | servizi                                                            | 120 m     | -10 m         |                            |
| Darsena San Primiano                      | banchina 5                                | servizi                                                            | 100 m     | -10 m         |                            |
| Darsena San Primiano                      | banchina 6                                | servizi                                                            | 100 m     | -10 m         |                            |
| Calata Guasco                             | banchina 7                                | servizi                                                            | 170 m     | -10 m         |                            |
| Molo Karol Wojtyla                        | banchina 8                                | traghetti                                                          | 125 m     | -8,5 m        | elettrificazione appaltata |

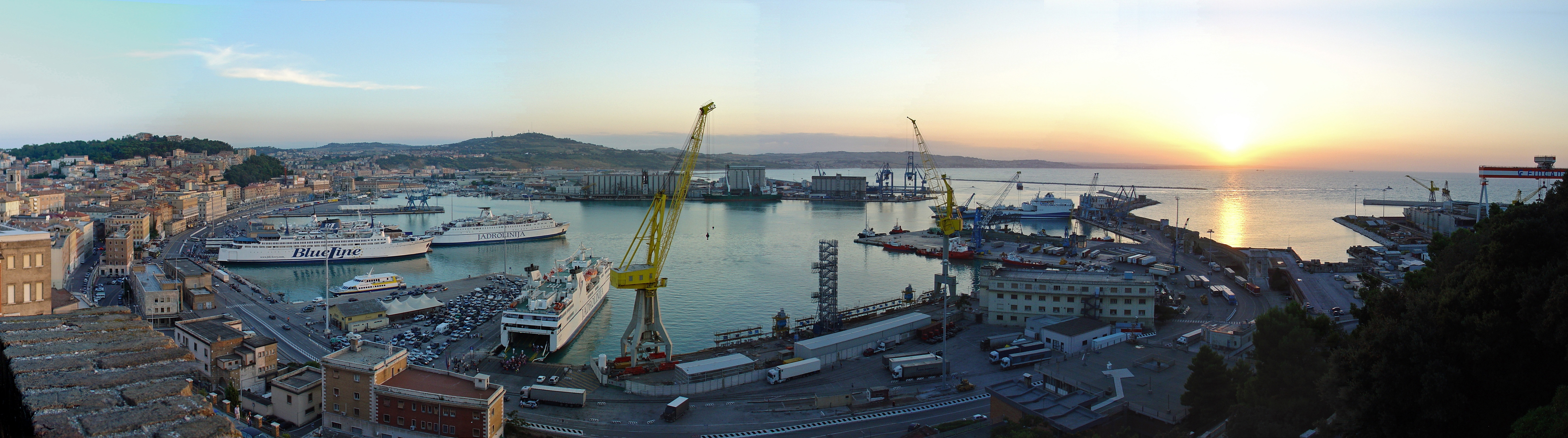
Veduta da est

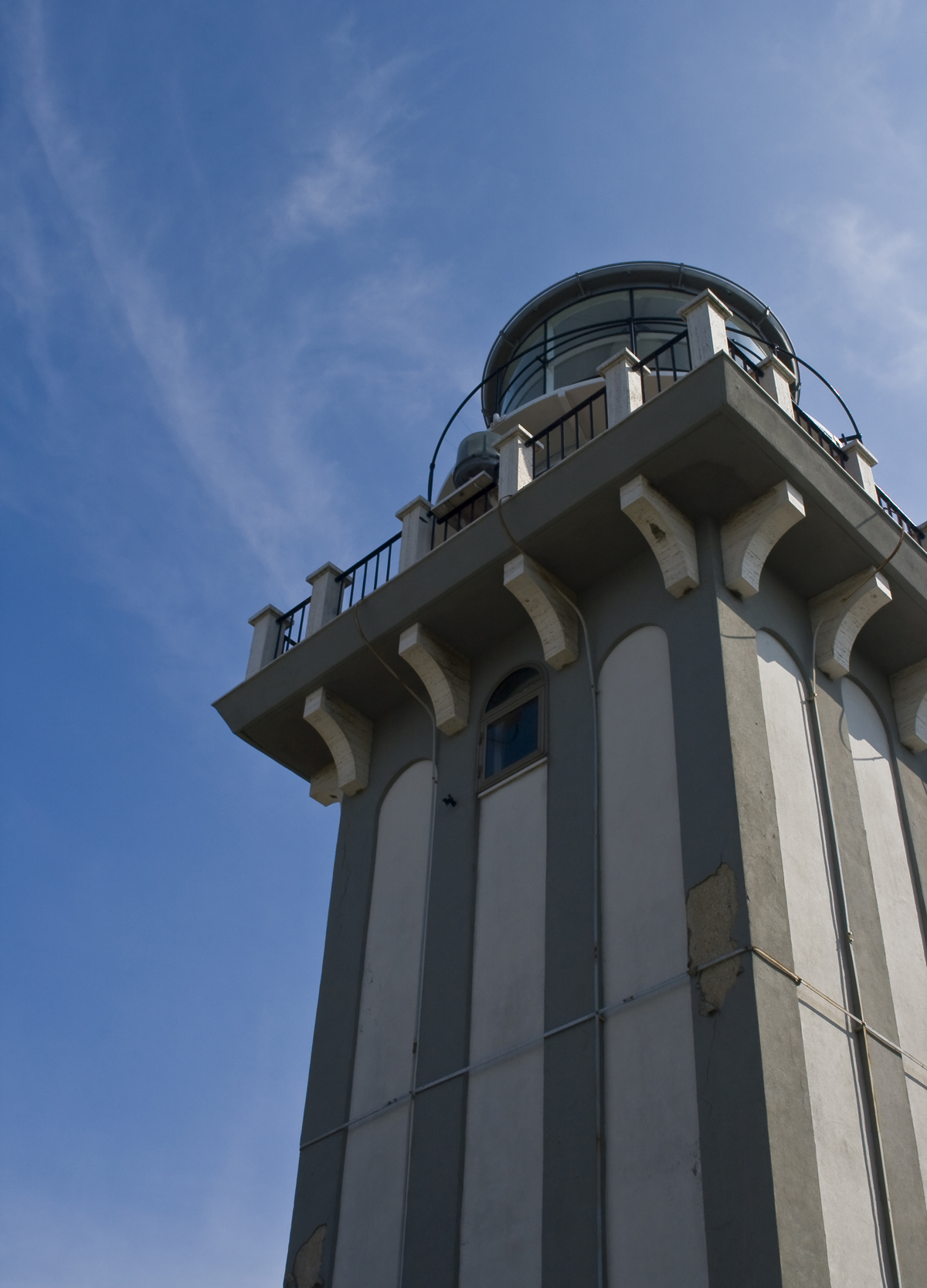
Il faro nuovo.

| Molo Karol Wojtyla                        | banchina 9                                | traghetti                                                          | 110 m     | -9,5 m        | elettrificazione appaltata |
| Calata Nazario Sauro                      | banchina 10                               | Capitaneria di porto Ufficio delle dogane Polizia di frontiera     | 110 m     | -7 m          |                            |
| Molo Santa Maria                          | banchina 11                               | traghetti                                                          | 150 m     | -8,5 m        | elettrificazione appaltata |
| Molo Santa Maria                          | banchina 12                               | traghetti sede dell'Autorità portuale Nucleo CITES dei Carabinieri | 80 m      | -8,5 m        |                            |
| Molo Santa Maria                          | banchina 13                               | traghetti                                                          | 150       | -10,5 m       | elettrificazione appaltata |
| Calata della Repubblica (Scalo Vittorio)  | banchina 14                               | traghetti                                                          | 195 m     | -10,5 m       |                            |
| Molo XXIX settembre                       | banchina 15                               | crociere merci                                                     | 200 m     | -10,5 m       | elettrificazione appaltata |
| Molo XXIX settembre                       | banchina 16                               | traghetti                                                          | 120 m     | -8,5 m        | elettrificazione appaltata |
| Calata Giovanni Di Chio                   | banchina 17                               | riservato                                                          | 200 m     | -7 m          | elettrificata              |
| Mandracchio                               | banchina -                                | pesca                                                              | 1.100 m   | -2 -4 m       |                            |
| Lazzaretto                                | rivellino                                 | piccola nautica da diporto sedi sportive: sub - vela               | 200 m     | -             |                            |
| Molo Sud                                  | banchina 18                               | merci                                                              | 110 m     | -8,5 m        |                            |
| Molo Sud                                  | banchina 19                               | merci                                                              | 80 m      | -12,5 m       |                            |
| Molo Sud                                  | banchina 20                               | merci                                                              | 170 m     | -12,5 m       |                            |
| Molo Sud                                  | banchina 21                               | merci                                                              | 170 m     | -12,5 m       |                            |
| Molo Sud                                  | banchina 22                               | merci                                                              | 200 m     | -12,5 m       |                            |
| Darsena Marche                            | banchina 23                               | merci                                                              | 265 m     | -11 m         |                            |
| Darsena Marche                            | banchina 24                               | merci                                                              | 150 m     | -11 m         |                            |
| Darsena Marche                            | banchina 25                               | merci                                                              | 260 m     | -11 m         |                            |
| Darsena Marche                            | banchina 26                               | merci                                                              | 200 m     | -14 m         |                            |
| Darsena Marche                            | banchina 27                               | merci                                                              | 200 m     | -14 m         |                            |
| Darsena Marche                            | banchina 28                               | merci                                                              | 200 m     | -14 m         |                            |
| Darsena Marche                            | banchina 29                               | merci                                                              | 320 m     | -14 m         |                            |
| Marina Dorica                             | banchina nord                             | porto turistico                                                    | 200 m     | da -2,5 a 5 m |                            |
| Marina Dorica                             | banchina sud                              | porto turistico                                                    | 200 m     | da -2,5 a 5 m |                            |
| Marina Dorica                             | banchina est                              | porto turistico                                                    | 200 m     | da -2,5 a 5 m |                            |
| Marina Dorica                             | banchina ovest                            | porto turistico                                                    | 200 m     | da -2,5 a 5 m |                            |
| Fincantieri                               | -                                         | allestimento                                                       | 800       | -10           |                            |
| Fincantieri                               | -                                         | carenaggio                                                         | 210       | -10           |                            |
| Darsena dei cantieri specializzati        | banchine del Cantiere navale ISA          | allestimento e carenaggio                                          | 445       | -             |                            |
| Darsena dei cantieri specializzati        | banchine del Cantiere navale CRN          | allestimento e carenaggio                                          | 400       | -             |                            |
| Darsena dei cantieri specializzati        | banchina del Cantiere navale delle Marche | allestimento e carenaggio                                          | 110       | -             |                            |
| Darsena dei cantieri specializzati        | -                                         | sede della Lega Navale sedi sportive: canottaggio - vela           | 200       | -             |                            |
| Totale                                    | -                                         | -                                                                  | 9,670 km  | -             |                            |

### Faro
La Lanterna, costruita nel 1734 sul Molo Clementino per volere di papa Clemente XII, fu per un secolo il faro della città; era stata progettata da Carlo Marchionni in collaborazione con il figlio Filippo, in base ad un disegno di Luigi Vanvitelli; oggi ne rimane il basamento. Nel 1834 il canonico e fisico Luca Zazzini mise in evidenza che i raggi luminosi, per la localizzazione della torre, non potevano essere visti da sud-est e pertanto suggerì di costruire un nuovo faro sul Monte Cappuccini, alto 104 m s.l.m.: in questo modo avrebbe dominato tutto l'orizzonte marino. Papa Pio IX approvò il progetto e così sorse quello che oggi è detto il Faro vecchio, con l'aspetto di una torre cilindrica in mattoni e fornita di beccatelli; fu inaugurato il 10 luglio 1860. Fu l'ultima opera pubblica anconitana del periodo pontificio: dopo poco più di due mesi, la città passò al Regno di Sardegna. Il segnale era formato da un lampo bianco ogni 45 secondi ed ogni lampo era preceduto da quattro secondi di luce più tenue.
Nel 1965 fu decisa la costruzione del Faro nuovo, nei pressi del precedente, che entrò in funzione nel 1972 ed è tuttora in uso. Utilizza lenti di Fresnel come il precedente, ma il suo segnale è stato mutato: in un ciclo di trenta secondi esso emette quattro lampi seguiti da un periodo di buio di quattordici secondi. La portata è di 25 miglia nautiche e la luce è a 118 m s.l.m.

## Collegamenti viari e ferroviari

### Porto - aeroporto - interporto
Dal 2023, il porto dorico fa parte di un polo intermodale di trasporto, insieme all'aeroporto di Ancona-Falconara e all'interporto di Jesi, che sorgono a pochissimi chilometri di distanza. Scopo del polo intermodale è quello di ridurre il carico inquinante collegato al trasporto merci e passeggeri, facilitando il trasbordo dalle navi alla strada alla ferrovia.

### Collegamento con la rete autostradale

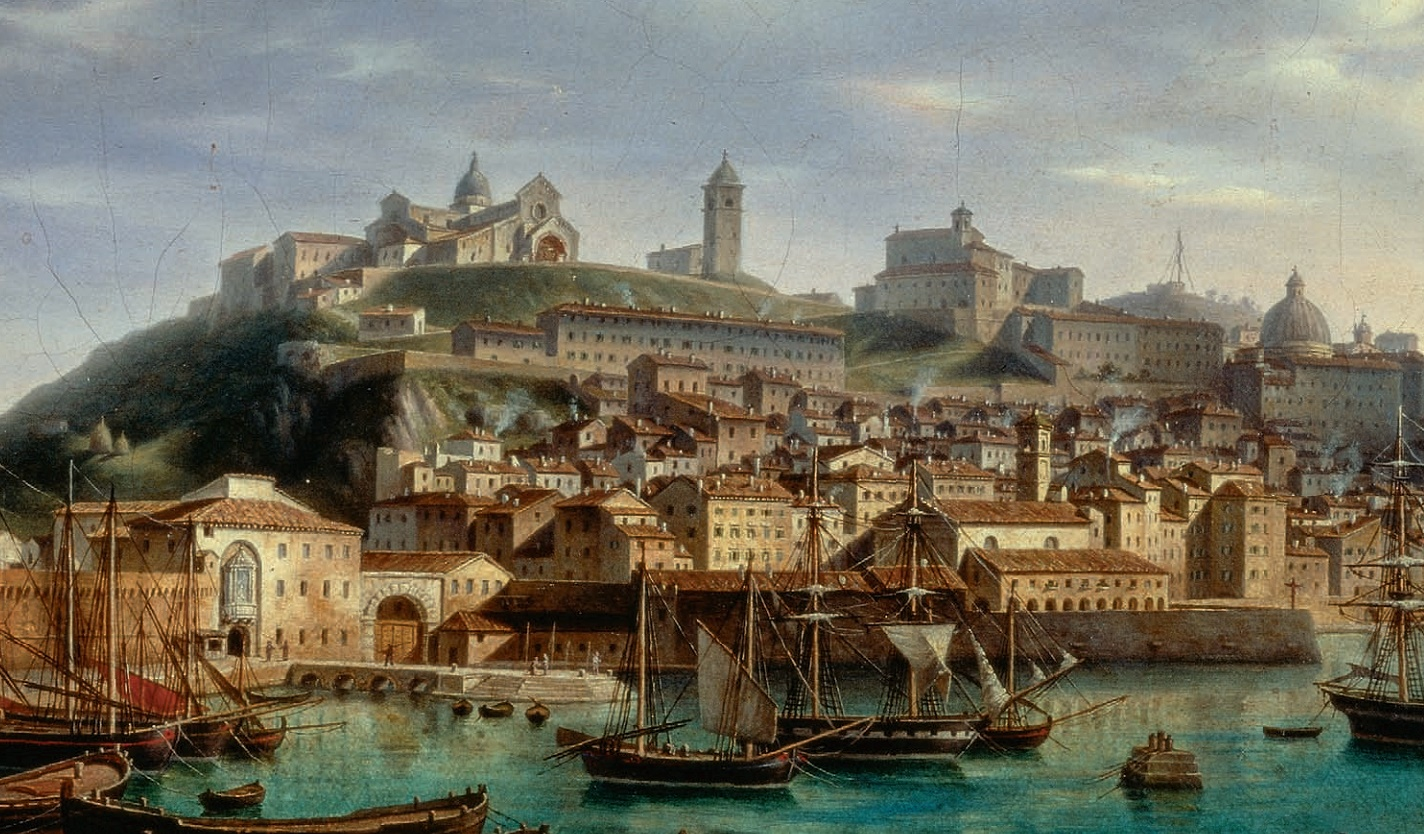
Veduta del porto di Ancona nel XIX secolo, dipinto di Barnaba Mariotti

Da molti anni esiste il problema della carenza delle infrastrutture necessarie a collegare l'area portuale con la rete autostradale. Il porto si trova infatti all'interno della città, zona non adatta a sostenere il notevole traffico generato dallo scalo marittimo. Attualmente l'unica via che conduce verso l'autostrada A14 attraversa inoltre un quartiere della città, le Torrette, diminuendovi la qualità della vita.
Per la soluzione di questo problema, nel corso degli anni e con l'alternarsi delle amministrazioni comunali, sono stati proposti diversi progetti, senza che nessuno sia stato portato a compimento. Le amministrazioni hanno discusso per anni per capire se fosse più opportuno realizzare un'uscita a sud oppure a nord, fino a decidersi nel 2001 per la direzione sud. Il risultato di questa decisione contrastata è la SS 681, della quale nel 2004 è stato realizzato solo un troncone a quattro corsie che poi si è deciso di non completare, a causa dell'alto prezzo in termini di qualità ambientale che la strada avrebbe comportato: il progetto prevedeva la demolizione di un certo numero di abitazioni di un certo valore storico-architettonico e il passaggio dell'arteria al di sopra di parte di due popolosi rioni cittadini (Vallemiano e Piano San Lazzaro). Inoltre, nel tracciato previsto, alcuni tratti avevano pendenze eccessive per i mezzi pesanti Il troncone realizzato è stato comunque utilizzato, come principale collegamento viario tra porto e città.
Abbandonate le ipotesi nord e sud, il progetto perseguito e, finalmente, condiviso da tutti, è stato per anni quello dell'"uscita ad ovest", approvato nel 2010. Si trattava di una strada che avrebbe dovuto collegare il porto ad un nuovo casello ("Ancona ovest") dell'Autostrada adriatica A14, attraverso lo scavo di una lunga galleria, in modo da diminuire drasticamente l'impatto ambientale. A causa di possibili problemi geologici lungo il tracciato, l'ipotesi di uscita ad ovest è stata successivamente abbandonata nel 2016.
Nel 2019 si è tornati quindi alla direzione nord e nel 2024 ed è stata finalmente approvata l'apertura, per 148 milioni di euro di investimento complessivo, di una nuova infrastruttura stradale lunga 2,5 km, che collegherà in modo diretto con il porto la Statale 16 (i cui lavoro di raddoppio sono in corso) e quindi l'Autostrada adriatica; la stima del tempo di percorrenza è di 3 minuti. Il tracciato comprende un viadotto di 285 metri e due gallerie rispettivamente di 650 metri e 470 metri. Il progetto del tracciato, sottoscritto da Regione Marche, Rete Ferroviaria Italiana, Ministero delle infrastrutture e dei trasporti, Autorità di Sistema Portuale del Mare Adriatico Centrale e Comune di Ancona, prevede l'interramento di un settore marino, su cui correrà un tratto della strada, parallelamente alla via Flaminia, e su cui verrà realizzato anche il cosiddetto "Lungomare Nord", un parco pubblico affacciato sul mare.

### Collegamento con la rete ferroviaria
Il porto è servito da uno scalo merci ferroviario, lo scalo Marotti, che l'autorità portuale ha acquistato da Rete Ferroviaria Italiana nel 2018, per trasformarlo in un terminale intermodale; ciò ha permesso di allontanare i traffici commerciali dalla zona storica del porto: nell'area i mezzi pesanti compiono le operazioni di dogana.
L'intermodalità mare-ferro è assicurata da un collegamento ferroviario a doppio binario tra la Stazione Centrale, il Molo Sud e la Darsena Marche, per una lunghezza complessiva di un chilometro e mezzo; all'interno dei piazzali portuali, un fascio di appoggio a cinque binari permette la composizione dei convogli ferroviari che contengono le merci scaricate dalle navi commerciali.
Per quanto riguarda i passeggeri, la stazione di Ancona Marittima, che collegava il porto con la stazione centrale, è stata dismessa, dopo un denso dibattito politico ed anche proteste di piazza, il 13 dicembre 2015.. Nel 2022 la RFI ha progettato la riattivazione della stazione marittima di Ancona; essa è stata a tal fine inserita nel documento strategico della mobilità ferroviaria del Ministero delle Infrastrutture, nonostante il parere contrario dell'amministrazione comunale in carica in quel periodo. Anche l'assessore regionale alla mobilità si è dichiarato nel 2021 favorevole alla riapertura della stazione.